# 法国海军战列舰列表

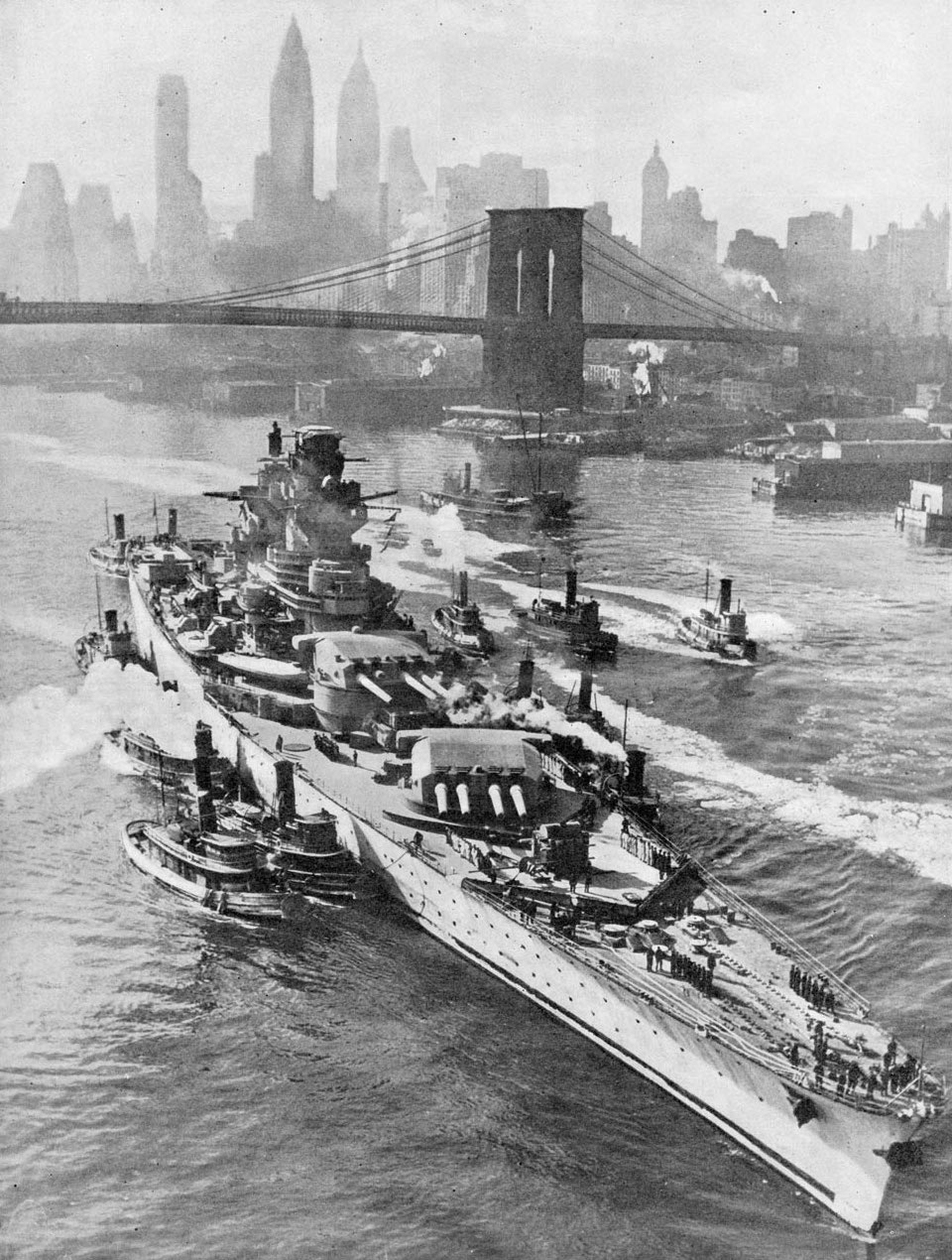
黎胥留號於1943年自法屬西非來到美國紐約，正航行在東河上，準備前往最終目的地－布魯克林造船廠。

法國海軍曾在1889年至1948年期間陸續地建造一系列的前無畏艦、無畏艦、超无畏舰和高速戰列艦，最终共有34艘戰艦完工，其中包括24艘前無畏艦、4艘無畏艦、3艘超无畏舰和4艘高速戰列艦等。在這段建造期間，法國海軍曾取消9艘超無畏艦及2艘高速戰列艦建造方案，其中1艘超無畏艦被改裝為航空母艦，即法国第一艘航空母舰贝阿恩号。另有6艘在開工前即取消。在法國海軍首艘前無畏艦建造批准前，曾經歷過一段動盪的時期，主要是因為1880年代的法國海軍內部對艦隊組成要素分成兩組派系，其中一派推崇大艦巨砲主義，該流派主張建造主力艦；另一派則傾向於綠水學派，主張建造大量且低廉的魚雷艇來摧毀價格昂貴的戰艦。在此期間，海軍建造項目往往取決於時任海軍部長的傾向；例如特奧菲爾·奧比海軍上將傾向於綠水學派，因此在他任內期間曾取消2艘鐵甲艦建造計畫，但在奧比離任後，繼任者愛德華·巴爾貝同意將其中一艘鐵甲艦的設計加以改造，使其成為法國首艘前無畏艦布倫努斯號。
英吉利海峽對岸的英國於1889年通過《海軍防務法案》，開始大量建造戰艦來擴充皇家海軍實力；然而這同時刺激了法國海軍，主張大艦巨砲主義者鼓吹必須跟隨英國展開海軍擴張計劃，否則法國海軍的實力將會落後於英國皇家海軍，最終司令部同意了該主張。為了確保法國海軍實力能與英國皇家海軍並駕齊驅，法國議會通過《1890年海軍建造法案》，授權法國海軍可增加24艘艦隊裝甲艦（法語：Cuirasses d'escadre）。第一批計劃原預定建造4艘戰艦，但在設計時決定增加至5艘，這5艘準同型艦分別為查理·馬特號、卡諾號、若雷吉貝里號、馬塞納號、布韋號。這5艘艦偏向實驗性質，儘管主要規格皆相同，但在細部方面則是按照不同的設計者有所區分。在這5艘艦之中，其共同特點分別為擁有明顯的船舷內傾式結構，採用2種不同口徑的火炮當主砲，以及在主砲塔配置上採菱形佈局等。由於這5艘準同型艦在穩定性及水下防禦能力上較差，整體性能上來說是令人失望的。
鑒於早期在戰艦設計上的失誤，法國海軍開始標準化船艦規格，採用一位設計師的設計案來建造一系列的戰艦，這包括3艘查理曼級戰艦以及衍生出來的耶拿號和蘇弗朗號。最初系列的法國戰艦執勤活動相對較少，主要集中於1890年代至1900年代間的演習操練上，並在北方分艦隊（Escadre du Nord）與地中海分艦隊之間交替執勤。隨者次型戰艦在1900年代後期陸續投入服役，早期的戰艦開始逐漸退居二線。1898年，德意志帝國通過《1898年海軍法》，開始與英國展開軍備競賽，然而這項舉動激起了法國的警覺心，為了能與德國相抗衡，法國政府在1900年通過《1900年艦隊法案》，從而延伸出2艘共和級與4艘自由級的建造計畫。共和級與自由級的設計非常相似，這主要是自由級的設計基礎來自共和級，但在副砲口徑尺寸上自由級採用的是口徑較大的副砲方案，因此自由級戰艦有時被認為是共和級的亞型艦。這兩級別的設計跟早期法國戰艦比起來要成功得多，而且當第一次世界大戰於1914年爆發後，這些軍艦立刻成為地中海分艦隊的骨幹之一。
法國政府在1906年批准艦隊法案第二期，並開始建造6艘丹東級戰艦，之後開始進入無畏艦時代和超无畏舰时代，也陸續建造4艘孤拔級戰艦及3艘布列塔尼級戰艦。相較其他國家而言，法國海軍在進入無畏艦的時間比較晚，這主要是因為在世界上首艘無畏艦無畏號於1906年2月10日首次下水時，丹東級首艦丹東號才開始建造。儘管法國人曾爭論丹東級是否該更改設計，依照無畏艦標準改採全巨砲設計（all-big-gun）及蒸汽渦輪發動機等，但在決策者多加考量後，除了通過蒸汽渦輪發動機方案外，當時的法國人還是覺得口徑較小的輕裝火炮在射速上較快，投射火力效率較高，加上海軍部規定丹東級在設計排水量不得超過18,000公噸（18,000長噸），因此決定不採納全巨砲設計，但這也導致丹東級戰艦完工後，與英國無畏號等無畏艦相比下較為遜色。1909年以後，法國海軍司令部才認知到無畏艦在火力性能上較優，因此決定跟上步伐，開始研發國產無畏艦，4艘孤拔級戰艦在1910年起陸續開始建造，但随即也步入了超无畏舰时代，3艘布列塔尼級戰艦也在1912年後開始建造。接下來20年間，法國還建造5艘諾曼第級戰艦，另外還預計在1915年時建造4艘里昂級戰列艦，但因為第一次世界大戰於1914年爆發，工業資源與金援全轉投入法國陸軍，導致所有海軍建造計畫被推遲，加上法國政府在大戰結束後又面臨財政困境，使得後兩級別的建造計畫被迫取消，而先前7艘已完工的無畏艦則成為法國海軍接下來20年間的主力艦艇。在第一次世界大戰期間，法國海軍主力幾乎全調派到亞得里亞海南端，其主要任務為防守當地海域，阻止奧匈帝國海軍勢力突破至地中海。比較舊型的前無畏艦則轉投入其它海域，其中包括於1915年達達尼爾海峽的戰事；不過法國海軍在達達尼爾海峽的戰事受挫，布韋號甚至還在作戰中觸雷沉沒。第一次世界大戰過後，法國海軍逐步將倖存的前無畏艦轉為後備役，或是直接報廢。
直到1930年代中期，法國人才再次啟動海軍建造計劃，以便能對抗日漸擴張的德國海軍和義大利艦隊，這時期的代表為2艘敦克爾克級與4艘黎塞留级战列舰。4艘黎塞留级战列舰當中，有2艘在第二次世界大戰爆發沒多久就取消建造，只有1艘在戰爭期間及時完工並投入作戰任務。法國人還在1940年提出阿爾薩斯級戰艦的設計方案，該方案是法國海軍至今為止最後一個建造方案，但因法國陸軍在1940年的戰役落敗，使得大批領土淪陷，阿爾薩斯級建造案也被迫取消。在第二次世界大戰期間，2艘敦克爾克級的行動受到限制，這是由於法國海軍在1940年6月以後分裂成維琪法國和自由法國兩個派系，而2艘敦克爾克級位在維琪法國派系內。法國投降後，前盟友英國皇家海軍擔心法國軍艦被軸心國徵收，在凱比爾港勸降法國海軍失敗後發動攻擊，導致普羅旺斯號及敦克爾克號幾乎癱瘓無法運作，布列塔尼號甚至被擊沉，僅有史特拉斯堡號逃過一劫；另外駐紮在亞歷山卓的洛林號被英國皇家海軍解除武裝，直到轉交給自由法國海軍後才再度投入作戰序列。重創的敦克爾克號及僥倖逃離的史特拉斯堡號最終都回到土倫，並在德軍發動佔領維琪法國時及時鑿沉，避免德軍奪取這些軍艦。另外，原屬於維琪法國的黎胥留號在美國發動火炬行動後於1943年開始服役於自由法國。讓·巴爾號在1940年代末期才完工，並成為世界上最後一艘完工服役的戰艦，不過2艘黎塞留级在戰爭結束後皆轉為訓練艦，並在1968年時從法國海軍除籍。
| 武器     | 顯示主要武器型號與數量。                         |
| 裝甲帶   | 顯示水線裝甲帶的最大厚度 。                      |
| 排水量   | 顯示船舶作戰時的滿載排水量 。                    |
| 推進系統 | 顯示船舶傳動軸數量、推進系統型號，以及最高航速。 |
| 服役歷程 | 包括船舶開使建造及服役日期，以及其最終結局。     |
| 架設日期 | 船舶開始安放龍骨的日期。                         |
| 服役日期 | 船舶開始服役的日期。                             |
| 結局     | 船舶最終結局。                                   |

## 前無畏艦

### 布倫努斯號

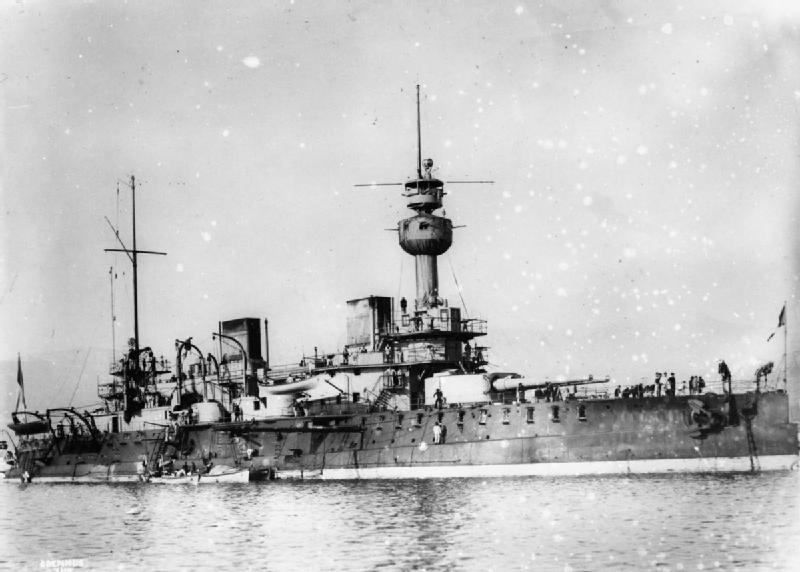
1900年時的布倫努斯號戰艦。

布倫努斯號是法國海軍19世紀後期建造的戰艦，同時是法國史上第一艘前無畏艦。在此之前，法國海軍以綠水學派為發展宗旨，該學說提倡建造大量的魚雷艇和巡洋艦，取代造價昂貴的戰艦。當綠水學派提倡者特奧菲爾·奧比擔任國防部長時，甚至於在1886年取消查理·馬特級鐵甲艦的建造計畫，但當奧比卸任後，繼任者愛德華·巴爾貝才同意將其中一艘鐵甲艦的設計改造為前無畏艦。本艦由查爾斯·恩斯特·于安設計，並且僅建一艘，其設計佈局後來成為多艘次型艦設計基礎。在設計上，本艦引進一系列的創新技術，成功地將法國早期鐵甲艦設計跨越至前無畏艦時代，其中包括將主砲塔安置在船軸線上、均質裝甲、以及首次採用貝爾維爾（Belleville）式水管鍋爐等。
本艦主要在地中海分艦隊執勤，並曾擔任過艦隊旗艦。在1900年的一次演習期間，布倫努斯號不慎與弗拉梅號驅逐艦發生相撞意外，造成弗拉梅號當場沉沒。隨著新型戰艦陸續開始服役，布倫努斯號在1900年代初期改編至後備艦隊，接著本艦的船員數大為減少，因此閒置很長一段時間，僅有艦隊演習時才會重新運作。在1908至1914年間，法國海軍將布倫努斯號改為訓練艦。第一次世界大戰爆發後，鑒於布倫努斯號的艦齡與狀況過於老舊，法國海軍在戰爭期間並沒有將本艦投入任何行動，而是將其改為廢船。最後布倫努斯號於1919年從海軍名錄上除籍，並在1922年出售拆解。
| 艦名       | 武器                                    | 裝甲帶        | 排水量                   | 推進系統                                                  | 服役歷程      | 服役歷程      | 服役歷程   |
| 艦名       | 武器                                    | 裝甲帶        | 排水量                   | 推進系統                                                  | 架設日期      | 服役日期      | 結局       |
| ---------- | --------------------------------------- | ------------- | ------------------------ | --------------------------------------------------------- | ------------- | ------------- | ---------- |
| 布倫努斯號 | 3門340 mm（13.4英寸）42倍徑1887年型主砲 | 460（18英寸） | 11,400公噸（11,220長噸） | 2軸推進、2組三脹式蒸汽機、 17節（31每小時；20英里每小時） | 1889年1月12日 | 1896年1月11日 | 1922年拆解 |

### 查理·馬特號

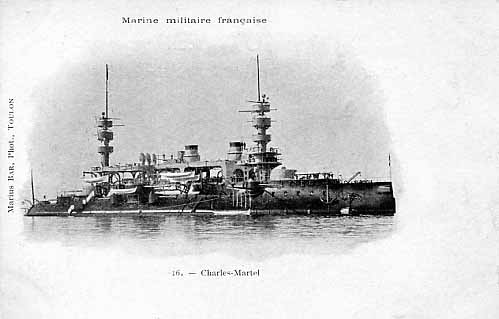
查理·馬特號戰艦

1889年，英國皇家海軍通過《海軍防務法案》，開始建造8艘君權級戰艦，然而這次英國大規模擴張海軍的舉動刺激到法國，為了確保法國海軍實力能與英國皇家海軍並駕齊驅，法國議會通過《1890年海軍建造法案》，授權法國海軍可建造24艘艦隊裝甲艦，以及其它多艘岸防艦、巡洋艦、魚雷艇等。作為法國對英國《海軍防務法案》回應的一部分，查理·馬特號戰艦是《1890年海軍建造法案》裡5艘戰艦建造計畫的第一艘艦。自查理·馬特號開始，這5艘準同型艦是按照同樣基本設計參數來建造的，但同時給予各個海軍設計師能夠在細節上做調整，因此所有5艘艦在細節上皆有所差異。為了降低成本並儘量減少議會反對，新艦排水量限制不可超出12,000 t（12,000 long ton）。首艦查理·馬特號的設計師為查爾斯·恩斯特·于安，他以布倫努斯號戰艦為基礎改進而成，並參考馬真塔號鐵甲艦將主砲配置採菱形佈局。然而這5艘準同型艦不僅上層建築過高，船舷內傾式結構也過於明顯，造成艦體的航行穩定性很差。
本艦服役期間大多數在地中海分艦隊執勤，在1897年時被派遣至國際分遣艦隊，該艦隊由數個海軍強權艦隊組成，其目的在於介入克里特島的居民起義反抗鄂圖曼帝國。自1900年開始，查理·馬特號開始擔任地中海分艦隊第2總隊的艦隊旗艦，接著在1902年時被改編至後備役，並在後備艦隊繼續擔任旗艦，直到1903年後才卸任旗艦一職。1910年時，查理·馬特號被改編至第2戰鬥分艦隊，並在隔年調到新成立的第3戰鬥分艦隊。1912年後，查理·馬特號再度轉回後備役，並且不在進行任何軍事行動，最終於1922年拆解。
| 艦名        | 武器                                                                          | 裝甲          | 排水量                      | 推進系統                                                  | 服役歷程     | 服役歷程  | 服役歷程   |
| 艦名        | 武器                                                                          | 裝甲          | 排水量                      | 推進系統                                                  | 架設日期     | 服役日期  | 結局       |
| ----------- | ----------------------------------------------------------------------------- | ------------- | --------------------------- | --------------------------------------------------------- | ------------ | --------- | ---------- |
| 查理·馬特號 | 2門305 mm（12英寸）45倍徑1887年型主砲 2門274 mm（10.8英寸）45倍徑1887年型火砲 | 460（18英寸） | 11,880 t（11,692 long ton） | 2軸推進、2組三脹式蒸汽機、 17節（31每小時；20英里每小時） | 1891年8月1日 | 1897年6月 | 1922年拆解 |

### 卡諾號

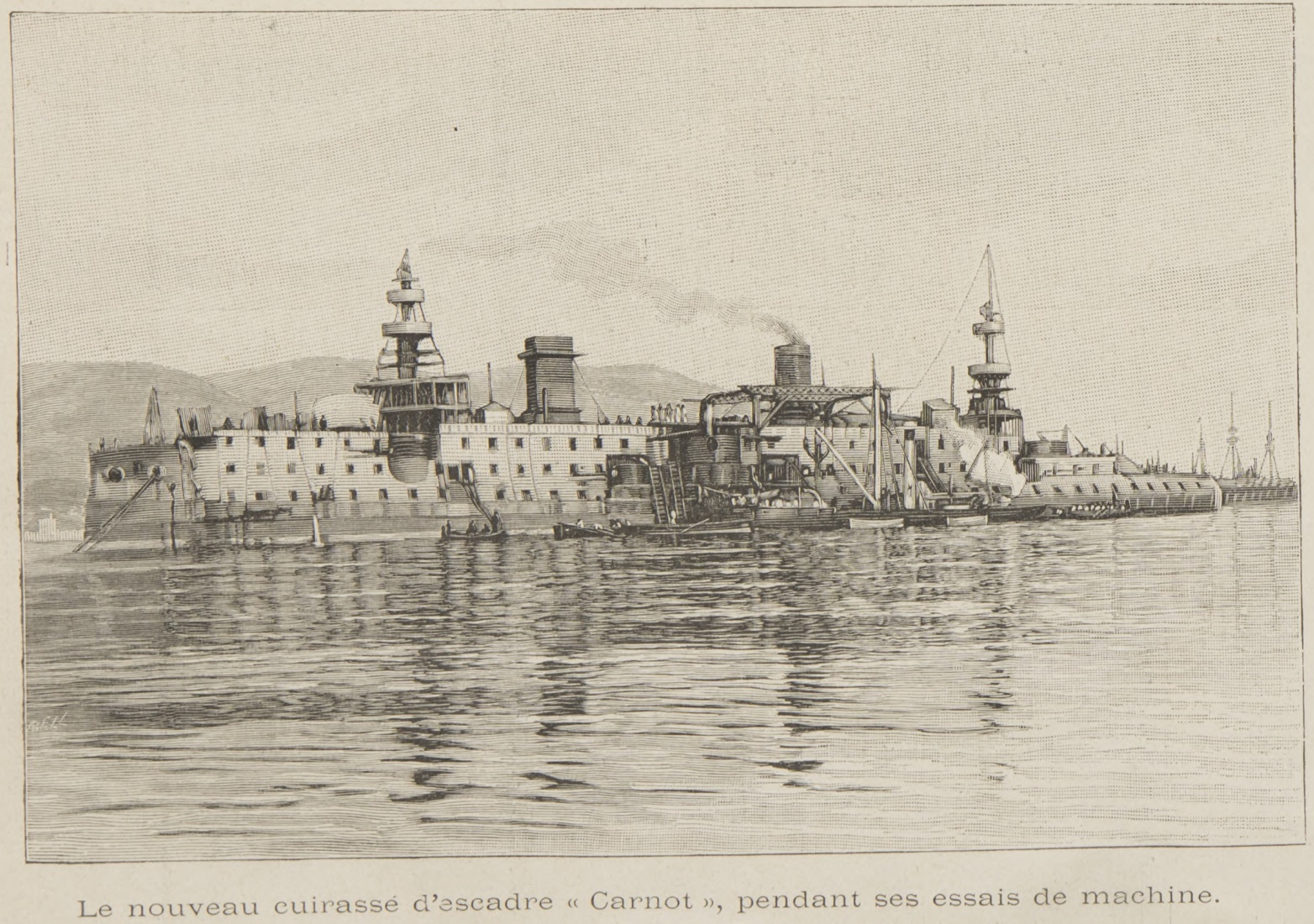
畫家筆下正在建造的卡諾號戰艦。（1896年）

卡諾號是5艘準同型艦中第2艘艦，與查理·馬特號同屬於《1890年海軍建造法案》的一部分。如同查理·馬特號，卡諾號的設計主要以布倫努斯號戰艦及馬真塔號鐵甲艦為基礎改進而成，不過此時法國海軍允許各個海軍建造師提交不同的設計稿，以競賽方式來評估未來建造計劃，最後海軍部選擇土倫海軍建造部門副主任維克多·薩格雷歐（Victor Saglio）為卡諾號的設計師。 與查理·馬特號相比，卡諾號艦體與其大致相似，並且採用同樣型號的主炮，但薩格雷歐為了解決艦體穩定性不足的問題，試圖減少上層建築來減輕上方重量，因此卡諾號的上層建築相對較小。儘管薩格雷歐試圖解決問題，但卡諾號艦體仍過於沉重，航行穩定性並未好轉，因此卡諾號與其它4艘準同型艦一樣，在設計上仍不成功。
本艦早期服役生涯與查理·馬特號同樣分派至地中海分艦隊，並於1897年加入國際分遣艦隊。接下來多數時間裡，卡諾號常在北方分艦隊（Escadre du Nord）及地中海分艦隊交替執勤。1900年時，本艦轉派至北方分艦隊，隨後於1902年短暫地待在地中海分艦隊後備總隊，1904年後又調回到北方分艦隊。1907年時，卡諾號被轉派到地中海艦隊第2戰鬥分艦隊。1911年初，卡諾號隨艦隊轉移至法國布雷斯特，然後在下半年時返回土倫，並重新改編至第3分艦隊。1913年以後，卡諾改為後備役，最終於1922年報廢拆解。
| 艦名   | 武器                                                                        | 裝甲帶        | 排水量                      | 推進系統                                                        | 服役歷程  | 服役歷程  | 服役歷程   |
| 艦名   | 武器                                                                        | 裝甲帶        | 排水量                      | 推進系統                                                        | 架設日期  | 服役日期  | 結局       |
| ------ | --------------------------------------------------------------------------- | ------------- | --------------------------- | --------------------------------------------------------------- | --------- | --------- | ---------- |
| 卡諾號 | 2門305 mm（12英寸）45倍徑1887年型主砲 2門274 mm（11英寸）45倍徑1887年型火砲 | 460（18英寸） | 11,954 t（11,765 long ton） | 2軸推進、2組三脹式蒸汽機、 17.8節（33.0每小時；20.5英里每小時） | 1891年7月 | 1897年7月 | 1922年拆解 |

### 若雷吉貝里號

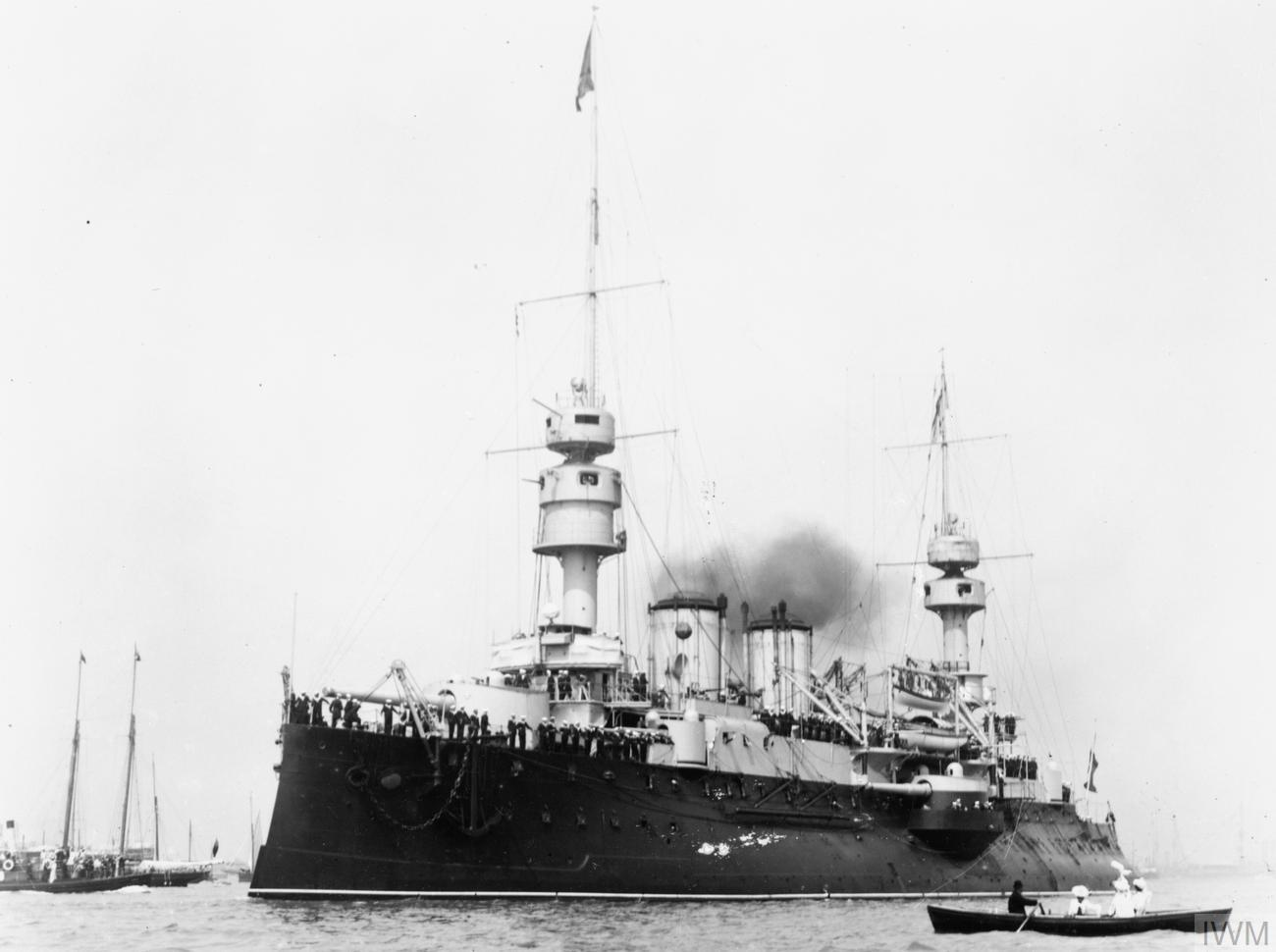
於1905年在斯皮特海德的若雷吉貝里號。

若雷吉貝里號戰艦的設計師是海軍建造主任阿玛贝尔·拉加納（Amable Lagane），他曾監督過馬索級鐵甲艦馬真塔號的建造過程，從而影響到他對若雷吉貝里號的設計，而這也是若雷吉貝里號的船體外型上較短且寬的原因之一。另外，拉加納曾主導過智利普拉特船長號鐵甲艦設計案，該艦與若雷吉貝里號又在同一家船廠建造，因此也影響到若雷吉貝里號的設計。由於若雷吉貝里號體積較小，為了節省空間而效仿普拉特船長號的設計，將副砲配置在雙聯裝砲塔內，而非傳統的炮廓佈局方式，以便能減輕噸位及節省空間。拉加納的創新設計讓若雷吉貝里號成為法國首艘採用此技術的戰艦。不過受到排水量限制影響，本艦同樣遭受穩定性與耐海性不佳而困擾著。
與其它4艘準同型艦一樣，若雷吉貝里號在服役初期較為平靜，不過仍遭遇過幾次小事故，包括於1897年的鍋爐管爆裂及1905年的魚雷氣室爆炸意外。1897年，若雷吉貝里號與查理·馬特號及卡諾號一同代表法國加入國際分遣艦隊，支援起義的克里特島居民。法國海軍之後於1913年將若雷吉貝里號轉調至訓練總隊，1914年後又調至特種總隊。第一次世界大戰爆發後，若雷吉貝里號協助護航往來於法屬北非至本土間的部隊運輸艦群，隨後於1915年初調往敘利亞總隊（Syrian Division）。1915年3月25日，若雷吉貝里號轉調至達達尼爾海峽總隊，支援聯軍進攻鄂圖曼帝國，這當中包括在1915年4月的海麗絲岬兩棲登陸行動。戰爭結束後，若雷吉貝里號於1919年退役，並在1920年改為兵營艦，最终於1934年拆解。
| 艦名         | 武器                                                                    | 裝甲帶          | 排水量                      | 推進系統                                                  | 服役歷程      | 服役歷程      | 服役歷程   |
| 艦名         | 武器                                                                    | 裝甲帶          | 排水量                      | 推進系統                                                  | 架設日期      | 服役日期      | 結局       |
| ------------ | ----------------------------------------------------------------------- | --------------- | --------------------------- | --------------------------------------------------------- | ------------- | ------------- | ---------- |
| 若雷吉貝里號 | 2門305 mm（12英寸）口徑1887年型主砲 2門274 mm（11英寸）口徑1887年型火砲 | 400（15.7英寸） | 11,818 t（11,631 long ton） | 2軸推進、2組三脹式蒸汽機、 17節（31每小時；20英里每小時） | 1891年4月23日 | 1897年2月16日 | 1934年拆解 |

### 馬塞納號

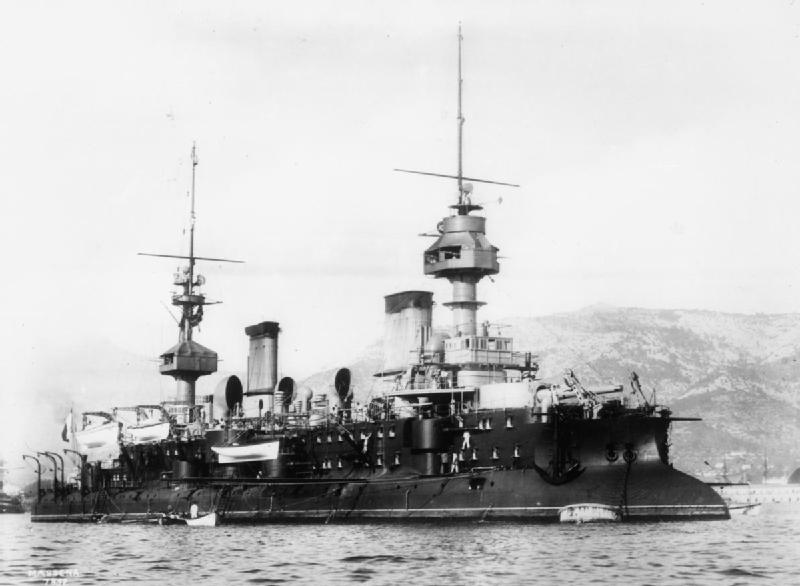
1900年時的馬塞納號戰艦。

馬塞納號戰艦的設計師為路易·德布西，而德布西曾設計過具革命性的杜佩·德·洛梅號裝甲巡洋艦。如同《1890年海軍建造法案》中其它準同型艦一樣，馬塞納號在設計時排水量也被限制住，因此穩定性與耐海性上也較差。在砲塔配置上，馬塞納號同樣採用菱形布局，不過在推進系統則首次採用3軸推進，而這也是法國首艘採用3軸推進主力艦。在此之前，法軍主力艦皆僅採用2軸推進；在馬塞納號之後，海軍部正式將3軸推進設計列入標準規格內。在305（12.0英寸）口徑及274（10.8英寸）口徑火砲型號上，馬塞納號並非與其它同型艦採用實驗性質的45倍徑火炮型號，而是首艘採用40倍徑版本的主力艦；接下來10年間，40倍徑版本火炮成為法軍主力艦上常備型號之一。
服役初期的馬塞納號較為平順，並在服役第一年時就擔任北方分艦隊（Escadre du Nord）旗艦。1903年時，馬塞納號被轉調至地中海分艦隊後備總隊，在接下來數年間，本艦會定期重新運作，並隨艦隊一同參與海上演習，然後在1913年後又被改回後備役。由於馬塞納號過於老舊，法國海軍於1915年將其轉為廢船。聯軍部隊後來為了將陸軍從加里波利半島撤出，決定將老舊的馬塞納號於1916年1月鑿沉，充當防波堤用，以便能保護聯軍在1916年1月時順利地撤離遠征部隊。
| 艦名     | 武器                                                                    | 裝甲帶             | 排水量                      | 推進系統                                                  | 服役歷程  | 服役歷程  | 服役歷程                      |
| 艦名     | 武器                                                                    | 裝甲帶             | 排水量                      | 推進系統                                                  | 架設日期  | 服役日期  | 結局                          |
| -------- | ----------------------------------------------------------------------- | ------------------ | --------------------------- | --------------------------------------------------------- | --------- | --------- | ----------------------------- |
| 馬塞納號 | 2門305 mm（12英寸）口徑1893年型主砲 2門274 mm（11英寸）口徑1893年型火砲 | 450 mm（17.7英寸） | 11,920 t（11,735 long ton） | 3軸推進、3組三脹式蒸汽機、 17節（31每小時；20英里每小時） | 1892年9月 | 1898年6月 | 由法軍於1915年11月9日自行鑿沉 |

### 布韋號

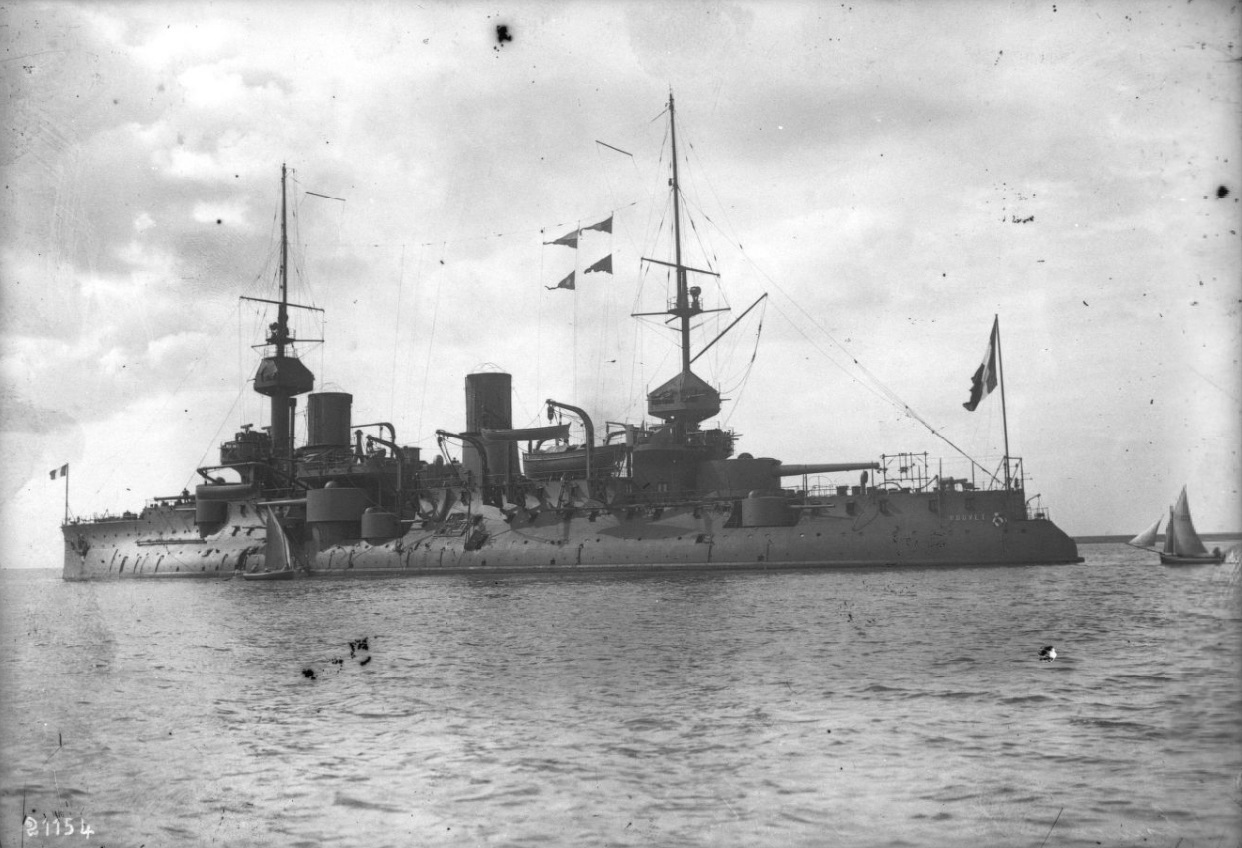
駐錨於土倫港內的布韋號戰艦。

布韋號是《1890年海軍建造法案》中，5艘準同型艦裡最後一艘艦。本艦的設計師為查爾斯·恩斯特·于安，而這也是于安所設計的第3艘戰艦，他將其它軍艦上的設計缺點收集起來，並依照查理·馬特號的布局改進整體設計，試圖改善船體穩定性與耐海性等問題，因此布韋號在這5艘準同型艦中是設計較為成功的一艘。布韋號的上層建築比其它準同型艦還要小，這使得本艦重量較輕，不如其它軍艦那麼沉重，但在航行穩定性上仍然差強人意，而這也間接導致布韋號最終在1915年時戰沉。調查人員事後認為明顯的船舷內傾式結構，以及無法充分發揮效率的堰艙，從而導致布韋號無法應對船體進水的狀況。不過值得一提的是，布韋號是法國第一艘配備綜合射控系統的大型軍艦，該系統將測距儀、觀測員、火砲操作員連結起來，讓中央指揮所能夠統一指揮人員執行主砲瞄準作業。
服役初期的布韋號戰艦主要在地中海分艦隊度過，日常任務多為海上操演或巡航等。1903年時，布韋號與高盧人號在一次演習中發生擦撞意外，儘管兩艦都受損輕微，但兩艦的艦長都被免除指揮權處分。當義大利維蘇威火山於1906年爆發造成災害時，法國海軍派遣布韋號等艦前去進行人道救援。1907年後，布韋號轉調至地中海艦隊第2戰鬥分艦隊。與其它4艘準同型艦不同的是，布韋號在第一次世界大戰中仍於一線服役中；本艦先是協助護航往來於法屬北非至本土間的部隊運輸艦群，接著調往達達尼爾海峽。1915年2月到3月期間，布韋號多次對鄂圖曼帝國在達達尼爾海峽沿岸的防禦工事執行砲擊任務，接下來本艦投入英法聯軍在3月18日的總攻擊序列中。在當天戰鬥中，布韋號被大量的鄂圖曼帝國岸防砲集中砲擊，並且被擊中8次，但在誤觸水雷造成大量進水之前，就已經癱瘓一處要塞的岸防砲。最後布韋號在這場海戰中傾覆沉沒，共計有24名軍官和619名船員殉職。
| 艦名   | 武器                                                                    | 裝甲帶        | 排水量                      | 推進系統                                                  | 服役歷程      | 服役歷程  | 服役歷程                              |
| 艦名   | 武器                                                                    | 裝甲帶        | 排水量                      | 推進系統                                                  | 架設日期      | 服役日期  | 結局                                  |
| ------ | ----------------------------------------------------------------------- | ------------- | --------------------------- | --------------------------------------------------------- | ------------- | --------- | ------------------------------------- |
| 布韋號 | 2門305 mm（12英寸）口徑1893年型主砲 2門274 mm（11英寸）口徑1893年型火砲 | 400（16英寸） | 12,200 t（12,007 long ton） | 3軸推進、3組三脹式蒸汽機、 18節（33每小時；21英里每小時） | 1893年1月16日 | 1898年6月 | 於1915年3月18日加里波利海戰中觸雷沉沒 |

### 查理曼級

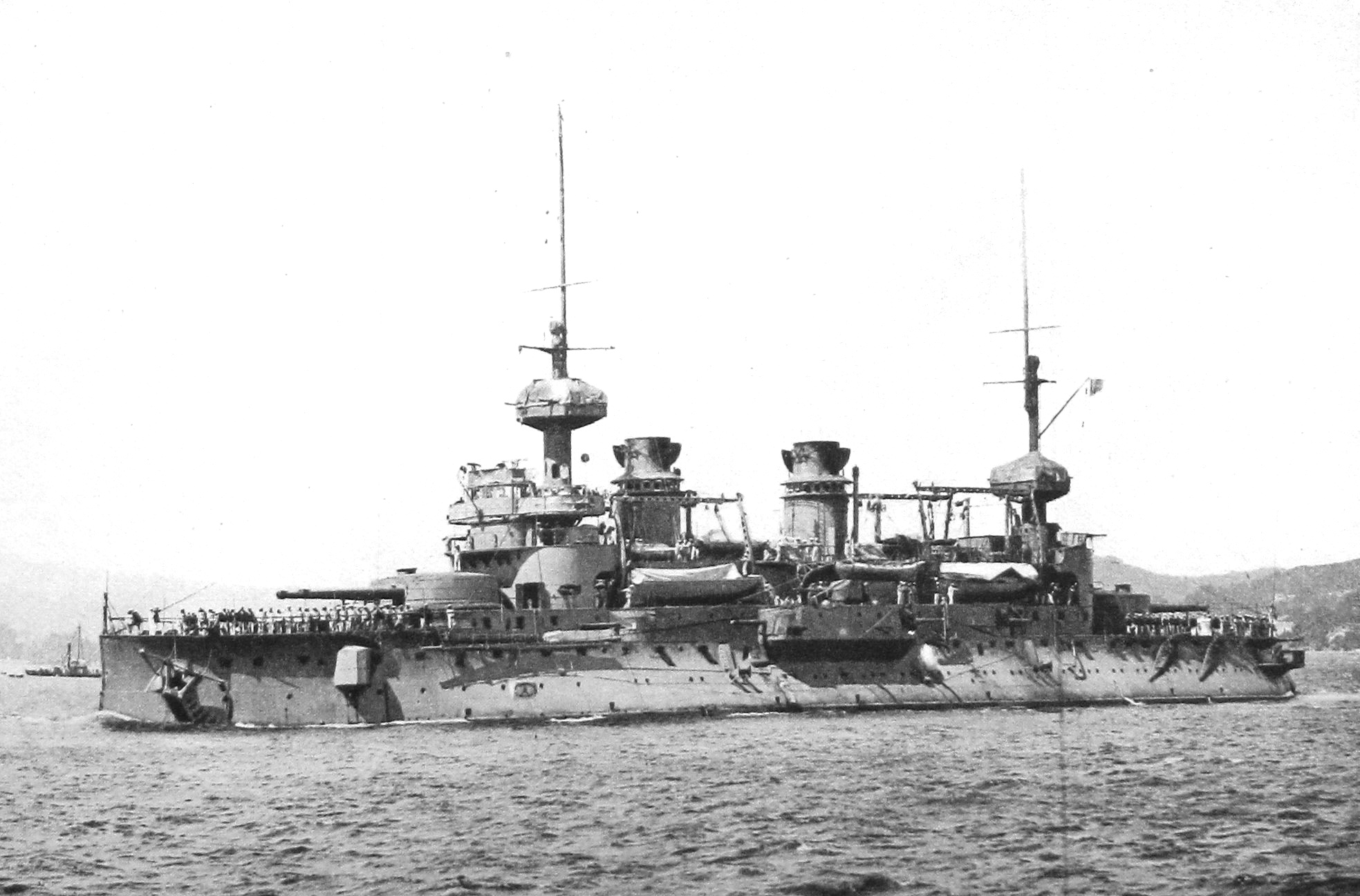
查理曼級首艦查理曼號。

法國海軍部長奧古斯特·布爾多曾於1892年指示海軍設計師準備一份新戰艦建造提案，並要求排水量上限不得超過11,000 t（11,000 long ton）。在設計人員引進雙聯裝砲塔技術後，砲塔設置數量可減少一半，從而減少裝甲使用量，這讓減輕噸位的想法得以實現。布爾多原希望將2門305（12.0英寸）口徑火炮配置在前砲塔，2門274（10.8英寸）口徑火炮則配置在後砲塔，但當確定較小直徑的砲彈無法穿透英國新戰艦的裝甲時便放棄，因此改成統一採用305（12.0英寸）口徑火炮為主。海軍部要求為新戰艦提出多項提案，但根據《1890年海軍建造法案》中所建造的5艘實驗性準同型艦來看，其負面經驗讓海軍部決定改成僅採用一項計劃，並依此計畫建造3艘戰艦。設計過程中，設計師們發現在11,000 t（11,000 long ton）的排水量限制下，很難維持最重要的攻防特性。海軍部後來接受可略為增加排水量，並於1893年選擇羅什福爾兵工廠造船廠總監朱爾斯·蒂博迪耶（Jules Thibaudier）的提案，之後便於1894年開始建造查理曼級首艦查理曼號。
前兩艘完工的查理曼號與高盧人號曾在北方分艦隊（Escadre du Nord）執勤過一小段時期，之後便於1899年轉調至地中海分艦隊，第三艘完工的聖路易號也在隔年加入同一分艦隊；聖路易號甚至還被指派為分艦隊旗艦。不過本級艦在服役初期曾遭遇多起事故，如高盧人號曾於1900年與斧槍號發生相撞意外，在1903年時又與布威號發生擦撞意外；聖路易號於1911年與匕首號發生相撞意外，在1912年時甚至將葡月號潛艇撞沉。1904年，新服役的戰艦蘇弗朗號取代聖路易號成為艦隊旗艦，3艘查理曼級接著於1909年轉調至北海，直到1912年後才又調回地中海。第一次世界大戰爆發後，3艘查理曼級先是協助護航往來於法屬北非至本土間的部隊運輸艦群，接著陸續投入達達尼爾海峽的戰事。在3月18日的總攻擊中，高盧人號被鄂圖曼的岸防砲重創，所幸在返回土倫大修後得以再度執勤。高盧人號最後在1916年被德國UB-47號潛艦魚雷擊沉，而另外兩艘艦則是在戰爭後期逐漸退居二線，並於1917年中退役。戰爭結束後，法國海軍於1923年將查理曼號出售拆解，而聖路易號則轉為宿舍船繼續保留下來，直到1931年才從海軍名錄中除籍，並在2年後出售拆解。
| 艦名     | 武器                                | 裝甲帶        | 排水量                      | 推進系統                                                       | 服役歷程      | 服役歷程      | 服役歷程                              |
| 艦名     | 武器                                | 裝甲帶        | 排水量                      | 推進系統                                                       | 架設日期      | 服役日期      | 結局                                  |
| -------- | ----------------------------------- | ------------- | --------------------------- | -------------------------------------------------------------- | ------------- | ------------- | ------------------------------------- |
| 查理曼號 | 4門305 mm（12英寸）口徑1893年型主砲 | 400（16英寸） | 11,275 t（11,097 long ton） | 3軸推進、3組垂直型三脹式蒸汽機、18節（33每小時；21英里每小時） | 1894年8月2日  | 1897年9月12日 | 1923年拆解                            |
| 聖路易號 | 4門305 mm（12英寸）口徑1893年型主砲 | 400（16英寸） | 11,275 t（11,097 long ton） | 3軸推進、3組垂直型三脹式蒸汽機、18節（33每小時；21英里每小時） | 1895年3月25日 | 1900年9月1日  | 1933年拆解                            |
| 高盧人號 | 4門305 mm（12英寸）口徑1893年型主砲 | 400（16英寸） | 11,275 t（11,097 long ton） | 3軸推進、3組垂直型三脹式蒸汽機、18節（33每小時；21英里每小時） | 1896年1月6日  | 1900年9月1日  | 於1916年12月27日被德國UB-47號潛艦擊沉 |

### 亨利四世號

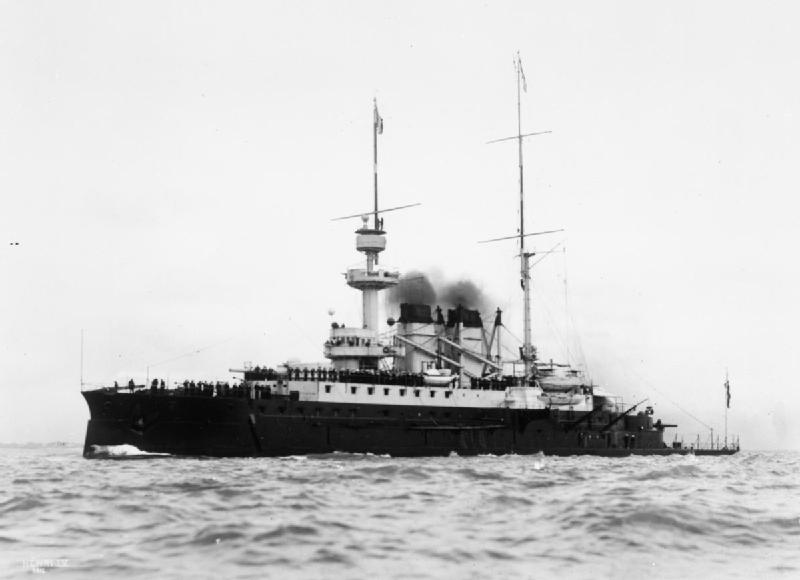
1905年時的亨利四世號。

亨利四世號由著名的法國軍艦設計師白勞易親自設計，他本人在設計本艦時加入許多構想，其中之一是試圖降低艦體被敵人砲火擊中的面積，因此一反當時造艦設計，盡可能地減少船後半部的上層建築，僅留下一部分確保後主砲塔不會被海浪拍打到。船艦艉端僅保留4英尺（1.2）的乾舷，但在船舯與船艏部位仍保有上层建筑，確保能提供足夠的空間為船員提供良好服務。本艦的上層建築整體很窄，並從船艏為起始點，截止在主甲板上方船體處。另外本艦是世界上首艘採用背負式佈局的戰艦，白勞役在部屬火炮時，將1門138.6（5.46英寸）口徑副砲架設於後主砲塔之上，但因為當時138.6（5.46英寸）口徑火砲的炮管太短，以至於瞄準罩使用時無法清楚的瞄準目標，因此這艘最初採用背負式砲塔的設計並不是非常成功。
法國海軍於1897年7月15日開始建造亨利四世號，經過6年建造後，於1903年9月才開始服役，比次型耶拿號還要晚1年多才服役第一次世界大戰初期，法國海軍將亨利四世號派往比塞大擔當運輸艦隊護衛艦。當英法聯軍在加里波利海戰遭受重創後，法國海軍為了彌補戰力，於1915年調遣亨利四世號前來支援。不過在1914年時，艦上3門副火砲被卸除，並運往支援塞爾維亞。戰爭中後期，亨利四世號逐漸退居二線，最後在1918年改為倉庫艦。法國海軍最後在1920年將亨利四世號從海軍名錄上除籍，並於在1921年拆解。
| 艦名       | 武器                                | 裝甲帶             | 排水量                    | 推進系統                                                  | 服役歷程      | 服役歷程  | 服役歷程   |
| 艦名       | 武器                                | 裝甲帶             | 排水量                    | 推進系統                                                  | 架設日期      | 服役日期  | 結局       |
| ---------- | ----------------------------------- | ------------------ | ------------------------- | --------------------------------------------------------- | ------------- | --------- | ---------- |
| 亨利四世號 | 2門274 mm（11英寸）口徑1893年型主砲 | 280 mm（11.0英寸） | 8,807 t（8,668 long ton） | 3軸推進、3組三脹式蒸汽機、 17節（31每小時；20英里每小時） | 1897年7月15日 | 1903年9月 | 1921年拆解 |

### 耶拿號

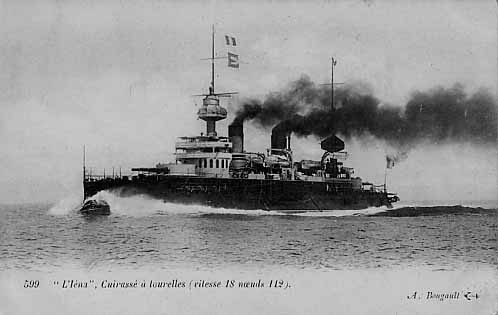
一張印有在公海航行的耶拿號戰艦明信片。

1897年，法國海軍建造局要求對查理曼級提出改進提案，冀望能解決長期困擾早期法國戰艦的航行穩定性問題。海軍部長要求朱爾斯·蒂博迪爾（Jules Thibaudier）設計一艘體積更大的軍艦設計版本，並同意將排水量限制提高到12,000 t（12,000 long ton），這是因為海軍部已經意識到查理曼級跟在1890年計劃所建造的軍艦一樣，要在較少排水量的戰艦裝配更多的設備是越來越困難的。蒂博迪爾隨即將原本的查理曼級進行小幅度改進，包括使用哈維裝甲來減少鋼材並不降低防護水準，改善裝甲佈局來加強防護效率，副砲改採口徑更大的火炮型號等。儘管耶拿號仍保留早期法國戰艦明顯的船舷內傾式結構，導致本艦在航行穩定性仍然差強人意，但在機動性上卻有所改善，整體而言還算得上是成功的設計。
剛開始服役的耶拿號立刻被指派為地中海分艦隊第2戰鬥總隊的旗艦，之後就經常隨著艦隊一同進行海上演習及執行巡航任務。除了於1906年在土倫附近撞沉一艘魚雷艇外，耶拿號在服役初期還算順利。1907年3月，在土倫旱塢中維修的耶拿號突然發生彈藥艙殉爆意外，造成艦體嚴重損毀；事後調查顯示，整起意外主因為當時法國海軍常使用的砲彈裝藥－B火藥自燃造成的。由於耶拿號損毀過於嚴重，法國海軍僅將本艦修理至使其不進水的狀態，於1909年當作靶艦使用，並轉移至波克羅勒島測試新砲彈性能。由於經歷過多次測試，耶拿號的部分艦體於1913年至1914年間逐漸瓦解，最後法國海軍將耶拿號棄置在該海域，並且直到1957年才打撈拆解完畢。
| 艦名   | 武器                                | 裝甲帶             | 排水量                      | 推進系統                                                  | 服役歷程      | 服役歷程      | 服役歷程                      |
| 艦名   | 武器                                | 裝甲帶             | 排水量                      | 推進系統                                                  | 架設日期      | 服役日期      | 結局                          |
| ------ | ----------------------------------- | ------------------ | --------------------------- | --------------------------------------------------------- | ------------- | ------------- | ----------------------------- |
| 耶拿號 | 4門305 mm（12英寸）口徑1893年型主砲 | 320 mm（12.6英寸） | 12,105 t（11,914 long ton） | 3軸推進、3組三脹式蒸汽機、 18節（33每小時；21英里每小時） | 1898年1月15日 | 1902年4月14日 | 於1907年3月12日彈藥艙爆炸損毀 |

### 蘇弗朗號

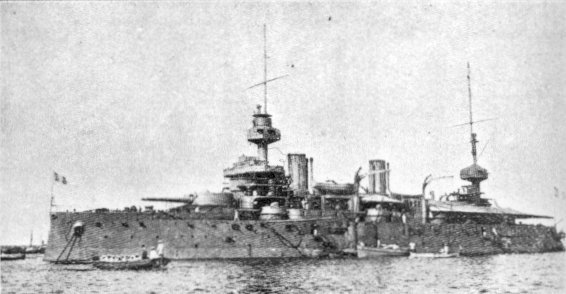
蘇弗朗號戰艦

1898年，法國海軍部長要求設計人員提出一艘新戰艦設計方案，該戰艦將是以查理曼級與耶拿號為基礎的改進版本。由於本艦的建造資金已經先獲得批准，因此在排水量限制上與耶拿號相同，這結果導致朱爾斯·蒂博迪爾（Jules Thibaudier）僅能在原有設計上多作改進。蒂博迪爾在新設計上主要針對航行穩定性、副砲的口徑及配置情形、裝甲佈局等稍作改進。蒂博迪爾曾考慮將副砲配置在雙聯裝砲塔內，但又擔心此配置在遭受一次性打擊後容易造成兩門炮同時癱瘓；另外，蒂博迪爾曾嘗試提出有效火力打擊區的砲塔配置方案，但海軍指揮部拒絕接受此提案。法國海軍各個技術部門在之後又提出增加彈藥庫存量、改進副砲防護裝甲、提升艦長及船員住宿條件等要求，使得蒂博迪爾的任務更加複雜化。多加考量之後，僅能增加2門副砲來加強火力；另外，船體長度的增加迫使布雷斯特兵工廠在開工前必須先改善船塢尺寸才行。
蘇弗朗號在服役後立刻成為地中海分艦隊第1戰鬥總隊旗艦，不過本艦在和平時期曾遭遇許多事故，包括在1905年與聖路易號擦撞意外，1906年時撞沉狐鰹號潛艦等。當耶拿號於1907年發生殉爆意外時，蘇弗朗號正停靠在耶拿號旁邊，爆炸四散的燃燒碎片曾點燃了蘇弗朗號，所幸本艦的火勢迅速被消除。由於蘇弗朗號的推進系統有著嚴重缺陷，導致本艦在之後時常發生意外，譬如本艦曾於1910年的一次航行途中，右側推進軸突然斷裂而沉入海底；或是在1911年的一場演習中突然失去動力，導致與一旁的民主號發生相撞意外，所幸這些事故都沒有對蘇弗朗號造成嚴重損壞。第一次世界大戰期間，蘇弗朗號被調往支援達達尼爾海峽的戰事，直到1915年底才轉移至其它海域。1916年，蘇弗朗號轉調至位在希臘海域的法國主力艦隊，不過執行任務的次數卻較為減少許多。當蘇弗朗號於1916年11月前往洛里昂進行改裝作業的途中，於葡萄牙里斯本沿岸被德國U-52號潛艇的魚雷擊沉，艦上648名船員皆在這次奇襲中全數罹難。
| 艦名     | 武器                                | 裝甲帶             | 排水量                      | 推進系統                                                  | 服役歷程     | 服役歷程     | 服役歷程                         |
| 艦名     | 武器                                | 裝甲帶             | 排水量                      | 推進系統                                                  | 架設日期     | 服役日期     | 結局                             |
| -------- | ----------------------------------- | ------------------ | --------------------------- | --------------------------------------------------------- | ------------ | ------------ | -------------------------------- |
| 蘇弗朗號 | 4門305 mm（12英寸）口徑1893年型主砲 | 300 mm（11.8英寸） | 12,892 t（12,688 long ton） | 3軸推進、3組三脹式蒸汽機、 17節（31每小時；20英里每小時） | 1899年1月5日 | 1904年2月3日 | 於1916年11月26日遭U-52號潛艇擊沉 |

### 共和級

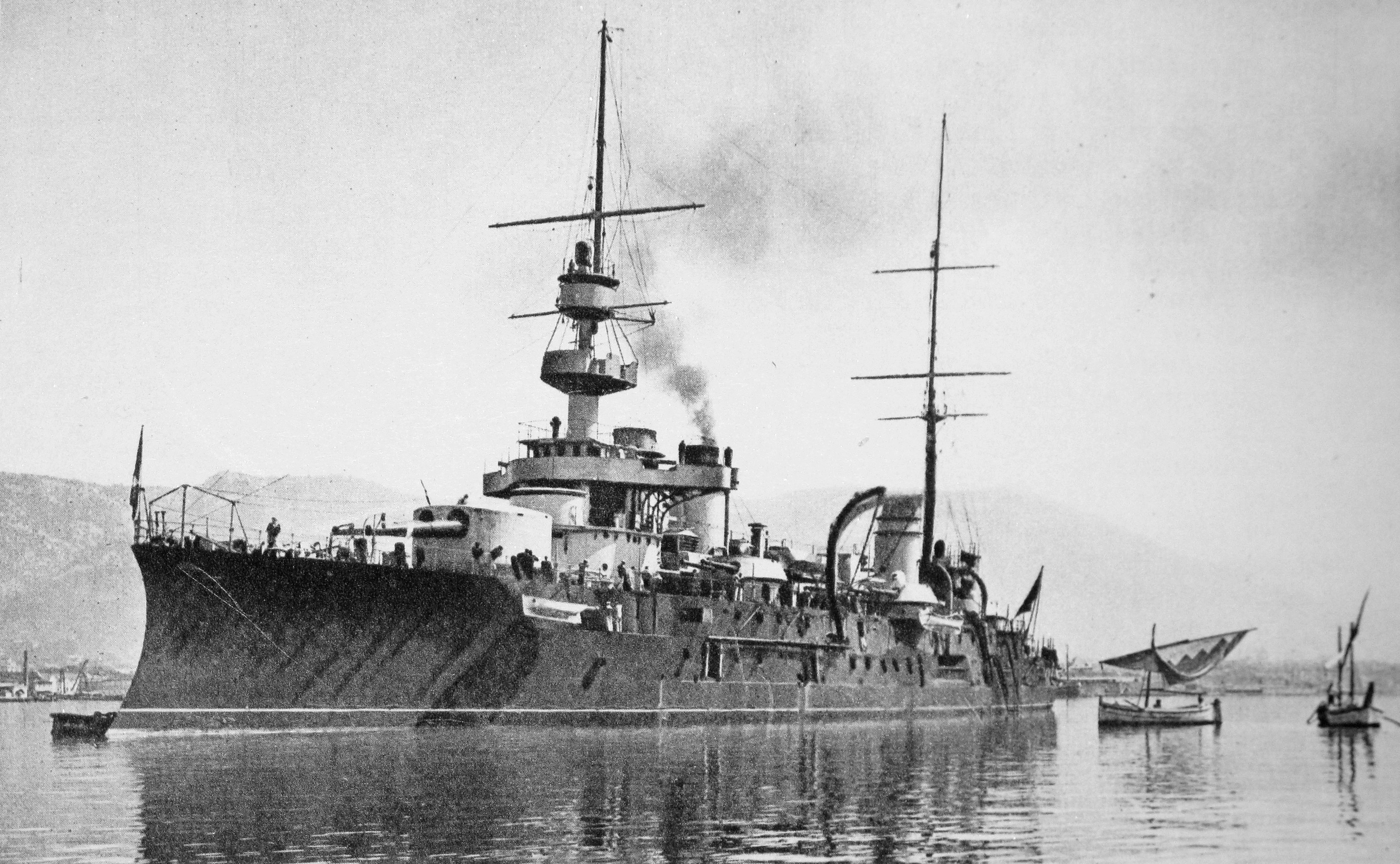
共和級二號艦祖國號的畫像。

共和級戰艦建造案屬《1900年艦隊法案》的其中一部分，這項法案主要是回應德意志帝國的《1898年海軍法》。依據法案，法國海軍可建造6艘新戰艦，當時海軍內部最初是想建造6艘同類型戰艦。新戰艦設計方案後來由白勞易籌畫，艦體排水量預計增加到15,000公噸（15,000長噸），跟早期相比有了相當大的轉變。白勞易接下來意識到早期法國戰艦水線裝甲帶過窄的缺點，因此重新修改裝甲佈局，新艦體將會擁有長度較長、面積較廣的水線裝甲帶保護著。隨著口徑更大的副砲型號應用到戰艦上，特別是受到英王愛德華七世級戰艦的影響，導致剩下4艘新戰艦在武器配置上重新修改，並採用火力更強大的副砲型號，這4艘新修改的戰艦從而被歸類為自由級戰艦。如同法國在前無畏艦設計所遭遇的狀況一樣，其漫長的設計與建造時間導致本級艦在進度上被英國的劃時代戰艦無畏號追上，從而使得共和級才服役就顯得其性能略遜一籌。
2艘共和級戰艦在整個服役生涯中幾乎都在地中海分艦隊執勤，最初被指派到第1總隊，當新型號丹東級戰艦陸續服役後則轉調至第2分艦隊。第一次世界大戰剛爆發時，2艘共和級戰艦先被指派到法屬北非，協助護航往來於法屬北非至本土間的部隊運輸艦群，接著又部屬到亞得里亞海與奧匈帝國海軍交戰。不過奧匈帝國海軍並沒有被引誘出戰，所以2艦僅有在安提瓦里海戰中擊沉澤塔號防護巡洋艦的紀錄。後來法國海軍指派共和號與祖國號支援希臘親協約國人士，逼迫希臘王國對德國和奧匈帝國宣戰，最後希臘在1917年成功加入協約國陣營。1918年初，共和號艦上的部分武裝被拆卸下來，運往前線支援法國陸軍，接著轉為訓練艦使用，祖國號則是一直服役到1919年後才轉為訓練艦。首艦共和號最終於1921年被法國海軍報廢拆解，但祖國號則是一直擔任訓練艦至1927年為止，直到1928年時才拆解。
| 艦名   | 武器                                | 裝甲帶           | 排水量                      | 推進系統                                                  | 服役歷程       | 服役歷程      | 服役歷程   |
| 艦名   | 武器                                | 裝甲帶           | 排水量                      | 推進系統                                                  | 架設日期       | 服役日期      | 結局       |
| ------ | ----------------------------------- | ---------------- | --------------------------- | --------------------------------------------------------- | -------------- | ------------- | ---------- |
| 共和號 | 4門305 mm（12英寸）口徑1893年型主砲 | 280 mm（11英寸） | 14,605 t（14,374 long ton） | 3軸推進、3組三脹式蒸汽機、 18節（33每小時；21英里每小時） | 1901年12月27日 | 1907年1月12日 | 1921年拆解 |
| 祖國號 | 4門305 mm（12英寸）口徑1893年型主砲 | 280 mm（11英寸） | 14,900 t（14,700 long ton） | 3軸推進、3組三脹式蒸汽機、 18節（33每小時；21英里每小時） | 1902年4月1日   | 1907年7月1日  | 1928年拆解 |

### 自由級

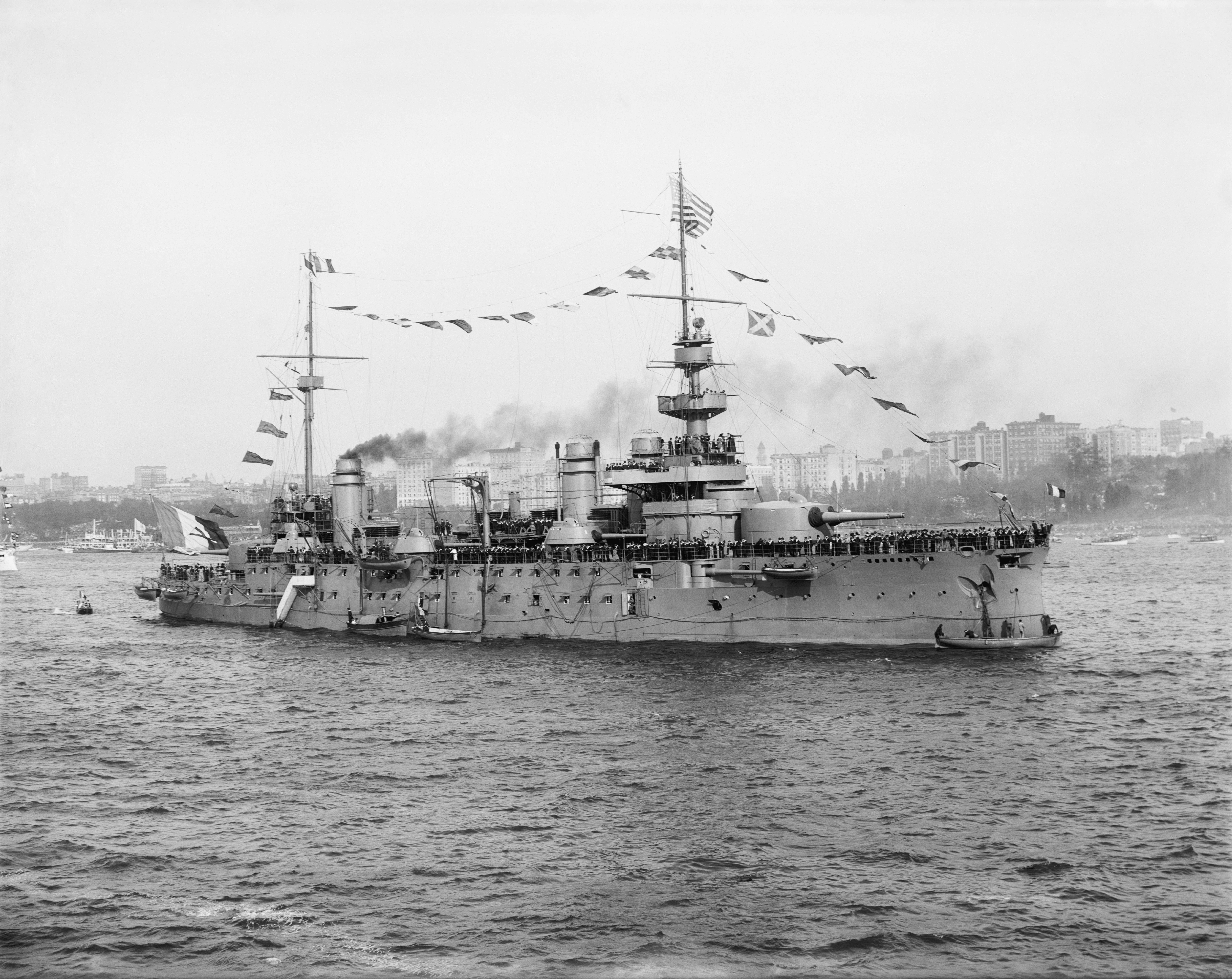
正義號戰艦於1909年9月在美國參與哈德遜-富爾頓慶典。

4艘自由級戰艦原屬於共和級，然而當法國海軍得知英國在英王愛德華七世級戰艦配備9.2英寸（230）口徑的副炮，以及美國與義大利也在新戰艦配備203（8.0英寸）口徑的副炮後，因此海軍總參謀部要求對《1900年艦隊法案》的剩下4艘戰艦重新設計，並必須配備194（7.6英寸）口徑火砲，以便能追上其它海軍強國。不過諷刺的是，白勞易曾在共和級最初設計案中建議採用194（7.6英寸）口徑火砲，但由於總參謀部當時擔心該火炮射速過低而拒絕。由於此次改動幅度較小，而其餘設計大多承襲自共和級，這讓包括約翰·喬丹（John Jordan）和菲利浦·凱勒斯（Philippe Caresse）在內的一些歷史學家將自由級視為是共和級延伸出來的亞型規格。
服役後的4艘自由級其經歷與共和級極為相近；自由號、正義號、真理號於1909年時代表法國，前往美國參與哈德遜-富爾頓慶典。接著在1911年時，4艘自由級與2艘共和級一同被改編至第2分艦隊。同年9月，自由號停泊在土倫時，其彈藥艙突然發生爆炸而炸毀整艘艦，事後確認爆炸起因與1907年耶拿號殉爆案同樣是B火藥自燃造成的。剩下的3艘自由級戰艦在第一次世界大戰爆發時先協助護航往來於法屬北非至本土間的部隊運輸艦群，接著轉往亞得里亞海與奧匈帝國海軍在安提瓦里海戰中交戰。真理號在1915年11月至12月間曾短暫地轉移到達達尼爾海峽，支援法軍對鄂圖曼帝國的沿岸防禦工事進行炮擊；接下來於1916年至1917年初期間，3艘自由級戰艦一同支援希臘親協約國人士逼迫希臘王國加入協約國陣營。當希臘正式加入協約國後，所有自由級戰艦隨艦隊返回法國在科孚島的前線海軍基地，並在戰爭結束前一直駐錨在該處。在德國投降後，法國海軍立即指派正義號與民主號到黑海監督當地德軍解除武裝，然後前往烏克蘭干涉俄國內戰；然而厭戰的士兵在數艘軍艦發起叛變，迫使海軍高層只得與叛變者妥協，於1919年將所有軍艦撤回。返回法國本土後，這3艘艦被轉為後備役，並且在1921年至1922年間逐步報廢拆解。
| 艦名   | 武器                                | 裝甲帶           | 排水量                      | 推進系統                                                  | 服役歷程     | 服役歷程      | 服役歷程                        |
| 艦名   | 武器                                | 裝甲帶           | 排水量                      | 推進系統                                                  | 架設日期     | 服役日期      | 結局                            |
| ------ | ----------------------------------- | ---------------- | --------------------------- | --------------------------------------------------------- | ------------ | ------------- | ------------------------------- |
| 自由號 | 4門305 mm（12英寸）口徑1893年型主砲 | 280 mm（11英寸） | 14,900 t（14,700 long ton） | 3軸推進、3組三脹式蒸汽機、 18節（33每小時；21英里每小時） | 1902年11月   | 1908年4月13日 | 於1911年9月25日因彈藥艙爆炸損毀 |
| 正義號 | 4門305 mm（12英寸）口徑1893年型主砲 | 280 mm（11英寸） | 14,900 t（14,700 long ton） | 3軸推進、3組三脹式蒸汽機、 18節（33每小時；21英里每小時） | 1903年4月1日 | 1908年4月15日 | 1922年拆解                      |
| 真理號 | 4門305 mm（12英寸）口徑1893年型主砲 | 280 mm（11英寸） | 14,900 t（14,700 long ton） | 3軸推進、3組三脹式蒸汽機、 18節（33每小時；21英里每小時） | 1903年4月    | 1908年9月11日 | 1921年拆解                      |
| 民主號 | 4門305 mm（12英寸）口徑1893年型主砲 | 280 mm（11英寸） | 14,900 t（14,700 long ton） | 3軸推進、3組三脹式蒸汽機、 18節（33每小時；21英里每小時） | 1903年5月1日 | 1908年1月9日  | 1921年拆解                      |

### 丹東級

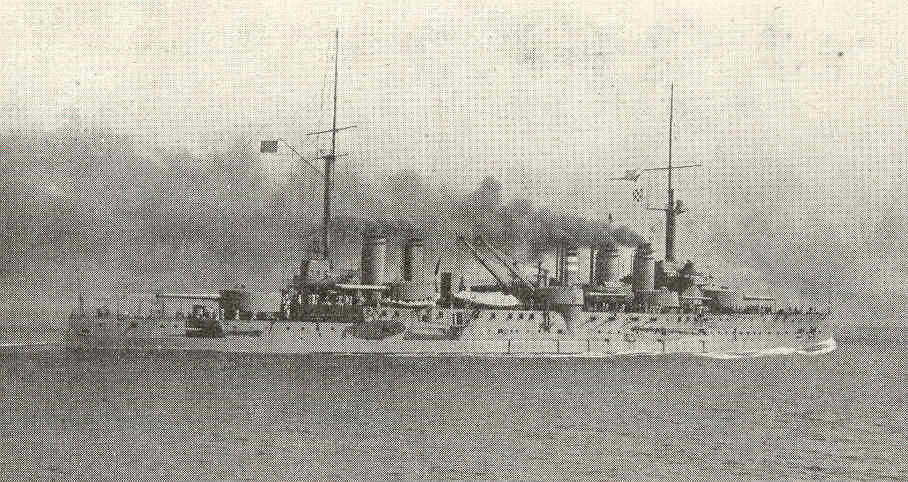
丹东级4號艦狄德羅號，攝於1913年。

在開始建造自由級戰艦後，法國海軍立刻進行下一個重大擴軍計劃。不過此時此刻，法國已與英國締結協約國協約，所以日益強大的德國艦隊則被視為最大威脅。于是法國於1906年制定，要在1919年前建造16艘新戰艦來對抗德國海軍。為了預先控制新艦的建造成本，海軍參謀總長加斯頓·湯姆森決定限制新艦總排水量不得超過18,000 t（18,000 long ton）。設計人員在工作中試圖分析對馬海峽海戰的武裝優劣，認為日本會獲勝的原因在於日艦上的中等口徑火炮大量命中俄艦上層建築，致使俄船員們對艦上多處火災難以撲滅；加上日艦在速度和機動性上的優勢，也為日軍在作戰中發揮了影響力；最後法國海軍決定在新艦採用比先前自由級口徑更大的火炮型號當副炮。儘管有設計人員建議以305（12英寸）口徑主砲取代240（9.4英寸）口徑主砲，但此舉會使排水量超出18,000公噸（18,000長噸）的限制，並且因305（12英寸）口徑主砲射速較慢，所以法國海軍決定不跟隨其它海軍強權國家建造全巨砲設計（all-big-gun）的戰艦。海軍部接下來採納全新的45倍徑火炮型號－305公釐45倍徑1906年型主砲來擔任主炮。法國議會也希望在軍備競賽中避免技術落後，要求將蒸汽渦輪發動機納入設計，此舉讓丹东级成為首級別使用蒸汽渦輪發動機的法國主力艦。作為該計劃的第一階段，法國海軍最初僅打算建造3艘丹東級戰艦，但由於設計上的延誤，為了彌補落後的時間而授權可建造到6艘丹東級戰艦。
在6艘丹東級戰艦於1911年服役時，都全被分配到法國地中海艦隊第1戰鬥分艦隊，一直持續到第一次世界大戰爆發為止。戰爭初期，所有丹東級如同其它戰艦一樣，全指派到法屬北非協助護航往來於法屬北非至本土間的部隊運輸艦群。接著除了米拉波号在土倫進行改裝作業外，其餘5艘丹東級戰艦皆前往亞得里亞海，並經歷了安提瓦里海戰。在亞得里亞海與奧匈帝國艦隊交戰期間，6艘丹東級戰艦在科孚島及馬爾他之間交替駐紮。在接下來的戰爭期間，為了對抗德國與奧匈帝國的U型潛艇，所有艦上的部分船員皆被抽調至支援反潛作戰；加上煤炭的短缺限制了艦艇運轉，機組操作人員的減少等皆漸漸導致整個艦隊士氣嚴重下降。1917年3月，首艦丹東號遭德國U-64號潛艇擊沉。第一次世界大戰結束後，倖存的5艘丹東級戰艦於1919年投入俄國內戰，然而米拉波号因一場暴風雪而擱淺在克里米亞海域。在拖回法國本土後，米拉波號因嚴重受損而沒有修復，最後於1928年拆解。同时考量到韦尼奥号也一样狀況不佳，也于1928年11月27日折解。之后法國海軍把其余的3艘進行現代化改造。改造完的3艘艦一直担任後備役到1930年代末，其中伏尔泰号于1938年5月27日凿沉,而狄德罗号也早在1937年8月31日凿沉。最后孔多塞号擔當训练舰至1931年，後來充当仓库舰。一直到1942年在土倫港被德軍奪取，被德军用作兵营船,最後於1944年被盟軍空中武力重創，德軍事後認為該艦受損過重而決定直接鑿沉。
| 艦名     | 武器                                  | 裝甲帶            | 排水量                      | 推進系統                                                          | 服役歷程       | 服役歷程       | 服役歷程                        |
| 艦名     | 武器                                  | 裝甲帶            | 排水量                      | 推進系統                                                          | 架設日期       | 服役日期       | 結局                            |
| -------- | ------------------------------------- | ----------------- | --------------------------- | ----------------------------------------------------------------- | -------------- | -------------- | ------------------------------- |
| 丹東號   | 4門305 mm（12英寸）45倍徑1906年型主砲 | 250 mm（9.8英寸） | 18,754 t（18,458 long ton） | 4軸推進、蒸汽渦輪發動機、 19.25節（35.65每小時；22.15英里每小時） | 1906年1月9日   | 1911年7月24日  | 於1917年3月19日遭U-64號潛艇擊沉 |
| 孔多塞号 | 4門305 mm（12英寸）45倍徑1906年型主砲 | 250 mm（9.8英寸） | 18,754 t（18,458 long ton） | 4軸推進、蒸汽渦輪發動機、 19.25節（35.65每小時；22.15英里每小時） | 1907年8月23日  | 1911年7月25日  | 於1944年8月被德軍鑿沉           |
| 狄德羅號 | 4門305 mm（12英寸）45倍徑1906年型主砲 | 250 mm（9.8英寸） | 18,754 t（18,458 long ton） | 4軸推進、蒸汽渦輪發動機、 19.25節（35.65每小時；22.15英里每小時） | 1907年10月20日 | 1911年8月1日   | 1937年拆解                      |
| 米拉波号 | 4門305 mm（12英寸）45倍徑1906年型主砲 | 250 mm（9.8英寸） | 18,754 t（18,458 long ton） | 4軸推進、蒸汽渦輪發動機、 19.25節（35.65每小時；22.15英里每小時） | 1908年5月4日   | 1911年8月1日   | 1928年拆解                      |
| 韦尼奥号 | 4門305 mm（12英寸）45倍徑1906年型主砲 | 250 mm（9.8英寸） | 18,754 t（18,458 long ton） | 4軸推進、蒸汽渦輪發動機、 19.25節（35.65每小時；22.15英里每小時） | 1908年7月      | 1911年12月18日 | 1928年拆解                      |
| 伏爾泰號 | 4門305 mm（12英寸）45倍徑1906年型主砲 | 250 mm（9.8英寸） | 18,754 t（18,458 long ton） | 4軸推進、蒸汽渦輪發動機、 19.25節（35.65每小時；22.15英里每小時） | 1907年7月20日  | 1911年8月1日   | 於1938年5月27日鑿沉             |

## 無畏艦

### 孤拔级

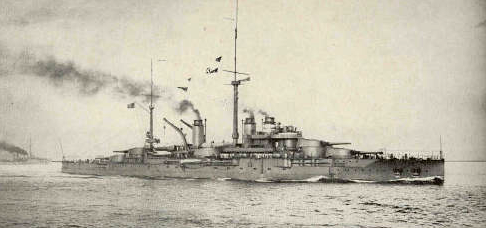
孤拔級二號艦讓·巴爾號，攝於1913年。

直到1909年，法國海軍司令部才確信全巨砲設計（all-big-gun）的無畏艦要比向丹東級這樣混合口徑的主炮配置戰艦還要優越，因此新任海軍總參謀長奧古斯汀·布埃·德·拉佩雷爾指示設計人員準備提出一艘無畏艦計畫案。海軍司令部參考國外無畏艦的噸位，限制排水量不得超過21,000 t（21,000 long ton）。接著設計人員在主炮型號上提出240 mm（9英寸）、274 mm（11英寸）、305 mm（12英寸）口徑等3種提案；技術部門也針對主炮塔配置提出3種設計案，第一種提案是直接借鏡丹東級，該設計可讓艦體裝載最多彈藥；第二種提案則是自丹東級延伸出來，將舷側6座240 mm（9英寸）口徑炮塔改為4座305 mm（12英寸）口徑炮塔，其餘不變，此舉讓主炮總數達12門之多；第三種提案則是採用雙聯裝與三聯裝炮塔的混和配置。最後拉佩雷爾選擇了第二種主炮配置提案，並進行過相對修改，讓前後兩甲板以背負式佈局配置4座主炮塔，前後各2座，另外在船舯兩側再分別配置1座主炮塔。隨後法國海軍於1910年下訂前2艘孤拔级战舰，另外2艘則是在1911年下訂。
4艘孤拔級戰艦中有3艘在第一次世界大戰爆發前不久完工，法兰西号與让·巴尔号於七月危機的當下護衛法國總統雷蒙·普恩加萊出訪俄國。在戰爭爆發後，所有孤拔級戰艦皆隨主力艦隊行動，不過在經歷安提瓦里海戰後就同樣面臨到艦上部分船員被抽調去支援反潛戰，導致4艦執行任務的次數大為減少。戰爭結束後，法國海軍將让·巴尔号與法兰西号調去投入俄國內戰，之後在當年底返回法國時改編至新成立的西地中海分艦隊。在這段期間，4號艦法兰西号於1922年在基伯龍灣航行時不幸觸礁沉沒。3艘倖存的孤拔級戰艦於1920年代末至1930年代初期間逐步進行改裝，此後被轉到第二線，包括擔任訓練艦，或是擔任兵營船等。首艦孤拔號在第二次世界大戰初期仍作為訓練艦繼續服役，並在1940年6月的法國戰役中向德軍進行砲擊，然後在法國淪陷後逃往英國，最終在諾曼第登陸中被盟軍鑿沉充當防波堤用。让·巴尔号在1937年被改名為海洋號，1942年時被德軍奪取，並被當作武器測試平臺，最終於1944年被盟軍空襲炸沉。巴黎號是本級艦裡唯一在二戰後倖存的軍艦，德軍入侵時該艦也撤離到英國避難，接著在英國擔當倉庫艦，1955年返回法國後仍繼續當作倉庫艦使用，最後於1956年拆解。
| 艦名      | 武器                                | 裝甲帶            | 排水量                      | 推進系統                                                 | 服役歷程       | 服役歷程       | 服役歷程                     |
| 艦名      | 武器                                | 裝甲帶            | 排水量                      | 推進系統                                                 | 架設日期       | 服役日期       | 結局                         |
| --------- | ----------------------------------- | ----------------- | --------------------------- | -------------------------------------------------------- | -------------- | -------------- | ---------------------------- |
| 孤拔號    | 12門305（12.0英寸）口徑1906年型火砲 | 250 mm（9.8英寸） | 25,579 t（25,175 long ton） | 4軸推進、蒸汽渦輪發動機、 21節（39每小時；24英里每小時） | 1910年9月1日   | 1913年11月19日 | 於1944年6月9日由盟軍自行鑿沉 |
| 让·巴尔号 | 12門305（12.0英寸）口徑1906年型火砲 | 250 mm（9.8英寸） | 25,579 t（25,175 long ton） | 4軸推進、蒸汽渦輪發動機、 21節（39每小時；24英里每小時） | 1910年11月15日 | 1913年11月19日 | 於1944年被盟軍空中武力炸沉   |
| 巴黎號    | 12門305（12.0英寸）口徑1906年型火砲 | 250 mm（9.8英寸） | 25,579 t（25,175 long ton） | 4軸推進、蒸汽渦輪發動機、 21節（39每小時；24英里每小時） | 1911年11月10日 | 1914年8月1日   | 1956年拆解                   |
| 法兰西号  | 12門305（12.0英寸）口徑1906年型火砲 | 250 mm（9.8英寸） | 25,579 t（25,175 long ton） | 4軸推進、蒸汽渦輪發動機、 21節（39每小時；24英里每小時） | 1911年11月30日 | 1914年10月10日 | 於1922年8月26日觸礁沉沒      |

## 超無畏艦

### 布列塔尼级

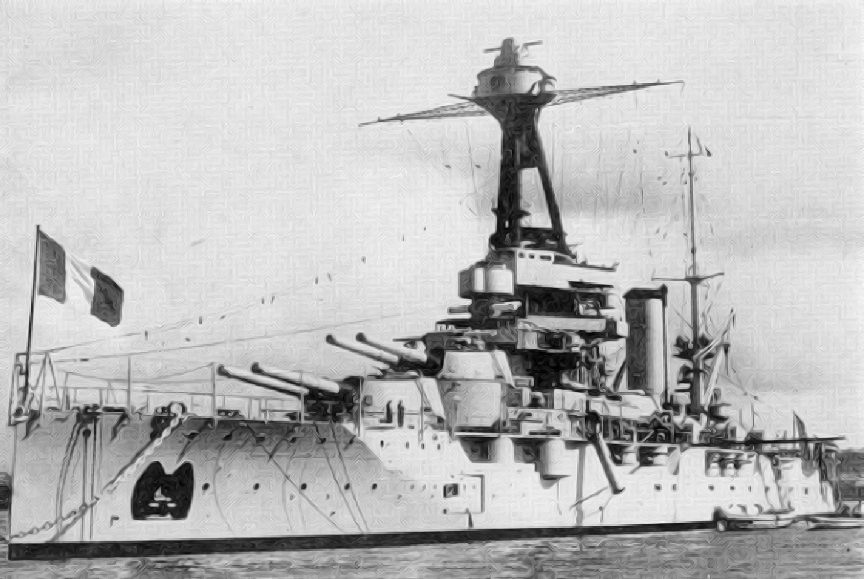
布列塔尼級二號艦普羅旺斯號改裝後於1930年代中期之攝像。

由於受到法國造船廠的船塢尺寸限制，設計人員在設計布列塔尼級時只能以先前的孤拔級作為模型，使用幾乎相同的船體設計。本級艦在孤拔級下訂之前就開始設計工作，其重點在於增加主砲口徑，以便能追上外國的超無畏艦發展趨勢，例如英國的俄里翁級戰艦等。海軍總參謀部最初規定新艦最大排水量限制在23,500 t（23,100 long ton），主砲配置為12門340 mm（13英寸）口徑火砲。由於340 mm（13英寸）口徑主砲塔比孤拔級使用的305 mm（12.0英寸）口徑主砲塔還要重得多，設計人員發現完全無法在排水量限制下配置6座主砲塔。因此設計人員建議改為5座主砲塔的設計，將船舯1座主砲塔移除，並將另1座主砲塔移到艦艇中軸線上，此舉保證布列塔尼級舷侧仍然能維持10門主砲齊射的效率。不過為了能將更大的主砲塔裝設在艦體上，裝甲帶厚度只得略減一些。法國國會於1912年3月30日通過新的海軍擴充法案，決定在1920年前建成28艘戰艦。前3艘艦將於1912年開始建造，而這3艦即為布列塔尼級。
當3艘布列塔尼級陸續完工後，被法國海軍分派至第1戰鬥分艦隊，並前往科孚島與艦隊會合，接下來3艘布列塔尼級在亞得里亞海封鎖線南端執行海上封鎖任務，但由於奧匈帝國海軍嚴禁軍艦出外交戰，因此所有布列塔尼級在戰爭期間幾乎沒有太多功績。所有布列塔尼級於1920年代到1930年代之間，在地中海和大西洋分艦隊隊交替執勤度過，並於此時進行定期現代化改裝作業。1930年代後期，法國對西班牙內戰奉行不干涉主義，因此僅派遣布列塔尼級執行沿岸巡邏任務。第二次世界大戰開始後，布列塔尼級在大西洋為運輸艦隊執行護航任務。隨著與義大利發生戰爭的可能性越來越大，法國海軍開始將大部分的艦隊集中在地中海海域，以便能隨時應戰。當德軍於1940年6月擊敗法國時，布列塔尼號與普羅旺斯號正停靠在凱比爾港；由於擔心軸心國會徵收法國艦艇來擴張勢力，英國皇家海軍遂派遣H艦隊向法國艦隊勸降，但在法軍拒絕後，皇家海軍於1940年7月3日發動凱比爾港海戰，攻擊港內的法軍艦艇。布列塔尼號在這場海戰中被擊沉，普羅旺斯號則整個癱瘓坐沉在港內，在海戰後才得以脫淺並返回土倫大修，最後於1942年11月底德軍發動里拉行動時，為了防止被德軍奪取而由法軍自行鑿沉。洛林號於法國投降前正停靠在亞歷山大港，隨後被當地英軍扣押，並於1942年12月後才轉交給自由法國海軍。在戰爭結束前幾年，洛林號曾向法國淪陷區的德軍砲擊，戰爭結束後轉為訓練艦，後來又當作軍營船，最後於1953年拆解。
| 艦名       | 武器                          | 裝甲帶            | 排水量                      | 推進系統                                                 | 服役歷程      | 服役歷程      | 服役歷程                                 |
| 艦名       | 武器                          | 裝甲帶            | 排水量                      | 推進系統                                                 | 架設日期      | 服役日期      | 結局                                     |
| ---------- | ----------------------------- | ----------------- | --------------------------- | -------------------------------------------------------- | ------------- | ------------- | ---------------------------------------- |
| 布列塔尼號 | 10門340公釐45倍徑1912年式火砲 | 250 mm（9.8英寸） | 26,600 t（26,200 long ton） | 4軸推進、蒸汽渦輪發動機、 21節（39每小時；24英里每小時） | 1912年7月22日 | 1916年2月10日 | 於1940年7月3日在凱比爾港海戰中被英軍擊沉 |
| 普羅旺斯號 | 10門340公釐45倍徑1912年式火砲 | 250 mm（9.8英寸） | 26,600 t（26,200 long ton） | 4軸推進、蒸汽渦輪發動機、 21節（39每小時；24英里每小時） | 1912年4月21日 | 1916年3月1日  | 於1942年11月27日由法軍鑿沉               |
| 洛林號     | 10門340公釐45倍徑1912年式火砲 | 250 mm（9.8英寸） | 26,600 t（26,200 long ton） | 4軸推進、蒸汽渦輪發動機、 21節（39每小時；24英里每小時） | 1912年11月7日 | 1916年3月10日 | 1954年拆解                               |

### 諾曼第級

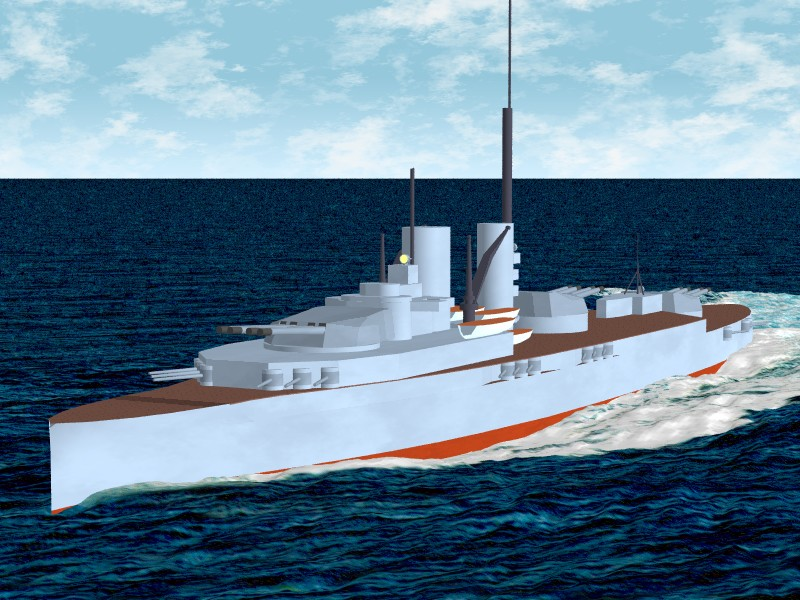
藝術家想像中的諾曼第級戰艦。

當布列塔尼級戰艦的工作還沒開始之前，法國海軍技術委員會就在1911年底發表一份報告，批評新的法國戰艦仍根據1880年代以前的舊思維，來配置船舯軸線砲塔的配置方案，並指出船舯的主砲塔在運作時，其爆炸波會對上層建築造成衝擊。下一型號的設計工作始於1912年初，設計人員向上提交3個初始版本。第一個提案在本質上只是承襲原布列塔尼級設計，但是其它2個則試圖從根本上解決技術委員會提出的問題。為了降低船舯主砲塔造成的影響，設計人員提出新的四聯裝砲塔方案。第一個延伸方案是配製2座四聯裝砲塔和2座双联装炮塔，並以背負式佈局方式配置在前後方；第二個方案則是合併成4座305 mm（12.0英寸）口徑四聯裝砲塔。總參謀部決定新艦仍需配置340 mm（13英寸）口徑主砲，並表示如果四聯裝砲塔的研發能及時完成則會優先選擇之。在最後階段時，總參謀部同意改成3座四聯裝砲塔方案，其中1座在前甲板，另外2座則是後半部。法國海軍依照1912年海軍法令於1913年4月先下訂2艘諾曼第級，同年7月後又再訂2艘，之後由於歐洲的緊張局勢加劇，因此到1914年1月時又下訂了第5艘艦。
第一次世界大戰爆發後，由於所有資源被優先轉移到陸軍項目，然後又有一部分資源轉移到布列塔尼級建造計畫，因此整個諾曼第級的建造進度幾乎停擺。大部分為軍艦組裝的材料都被轉用於其它用途上，例如原要裝配的新鍋爐被當成替換品，拿去替換舊型艦上的鍋爐，或是將主砲轉變為陸軍用的列車炮等。戰爭結束後，前4艘艦因法國政府財政匱乏而被迫取消建造，5號艦貝亞恩號則被改裝成法國第一艘航空母艦。該艦在第二次世界大戰及第一次印度支那戰爭期間仍持續服役，最後於1967年拆解。
| 艦名       | 武器                                | 裝甲帶             | 排水量                      | 推進系統                                                               | 服役歷程      | 服役歷程  | 服役歷程                               |
| 艦名       | 武器                                | 裝甲帶             | 排水量                      | 推進系統                                                               | 架設日期      | 服役日期  | 結局                                   |
| ---------- | ----------------------------------- | ------------------ | --------------------------- | ---------------------------------------------------------------------- | ------------- | --------- | -------------------------------------- |
| 諾曼第號   | 12門340（13英寸）45倍徑1912年式主砲 | 300 mm（11.8英寸） | 28,270 t（27,820 long ton） | 4軸推進、三胀式蒸汽机與蒸汽渦輪發動機、 21節（39每小時；24英里每小時） | 1913年4月18日 | 不適用    | 1924年拆解                             |
| 法蘭德斯號 | 12門340（13英寸）45倍徑1912年式主砲 | 300 mm（11.8英寸） | 28,270 t（27,820 long ton） | 4軸推進、三胀式蒸汽机與蒸汽渦輪發動機、 21節（39每小時；24英里每小時） | 1913年10月1日 | 不適用    | 1924年拆解                             |
| 加斯科涅號 | 12門340（13英寸）45倍徑1912年式主砲 | 300 mm（11.8英寸） | 28,270 t（27,820 long ton） | 4軸推進、三胀式蒸汽机與蒸汽渦輪發動機、 21節（39每小時；24英里每小時） | 1913年10月1日 | 不適用    | 1923年拆解                             |
| 隆格多克號 | 12門340（13英寸）45倍徑1912年式主砲 | 300 mm（11.8英寸） | 28,270 t（27,820 long ton） | 4軸推進、三胀式蒸汽机與蒸汽渦輪發動機、 21節（39每小時；24英里每小時） | 1913年4月18日 | 不適用    | 1929年拆解                             |
| 貝亞恩號   | 12門340（13英寸）45倍徑1912年式主砲 | 300 mm（11.8英寸） | 28,270 t（27,820 long ton） | 4軸推進、三胀式蒸汽机與蒸汽渦輪發動機、 21節（39每小時；24英里每小時） | 1914年1月10日 | 1927年5月 | 於1923年改裝成航空母艦，後於1967年拆解 |

### 里昂級

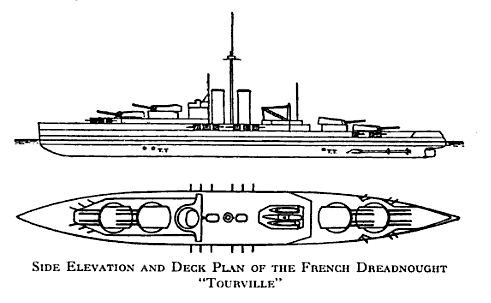
依照《美國砲兵雜誌》的敘述所描繪出來的里昂級描繪圖。

依照1912年海軍法修正案條文，法國海軍必須在1915年時開始建造4艘新戰艦。新艦的設計工作始於1913年中期，受惠於布雷斯特及土倫兩造船廠即將完成更長的乾塢，所以新艦的船體尺寸將不受基礎設施影響而限制住。海軍司令部考慮將主砲口徑增加到380 mm（15英寸），以便跟上英國最新戰艦伊麗莎白女王級的步伐，然而法國此時還未完成380 mm（15英寸）口徑火炮的研究，如果因為火炮設計和測試而延誤造艦時間，這在當時是不被司令部接受的。之後海軍司令部考量現有的340 mm（13英寸）口徑火炮已有能力在有效範圍內擊穿重型裝甲，因此認為幾乎沒有必要先行更換到更大口徑火炮。最後設計人員提出340 mm（13英寸）口徑主炮方案，但為了提高軍艦火力，決定將主砲配置在4座四聯裝砲塔內。前2艘艦已在1913年底時決定好造船廠，並預計自1915年1月開工，後2艘的建造時程則尚未排定。設計工作在開工前一直持續中，但在1914年8月第一次世界大戰爆發時，本級艦的水下保護系統等諸多細節尚未定案。隨著戰爭的開始，里昂级的研發工作被迫中途取消，也沒有為新艦準備過任何組裝材料。
| 艦名       | 武器                                   | 裝甲帶           | 排水量                      | 推進系統                                               | 服役歷程         | 服役歷程 | 服役歷程                       |
| 艦名       | 武器                                   | 裝甲帶           | 排水量                      | 推進系統                                               | 架設日期         | 服役日期 | 結局                           |
| ---------- | -------------------------------------- | ---------------- | --------------------------- | ------------------------------------------------------ | ---------------- | -------- | ------------------------------ |
| 里昂號     | 16門340 mm（13英寸）45倍徑1912年式主砲 | 300 mm（12英寸） | 29,600 t（29,100 long ton） | 4軸推進、推進系統未定、 21節（39每小時；24英里每小時） | 預計1915年1月1日 | 不適用   | 因第一次世界大戰爆發而取消建造 |
| 里爾號     | 16門340 mm（13英寸）45倍徑1912年式主砲 | 300 mm（12英寸） | 29,600 t（29,100 long ton） | 4軸推進、推進系統未定、 21節（39每小時；24英里每小時） | 預計1915年1月1日 | 不適用   | 因第一次世界大戰爆發而取消建造 |
| 杜肯號     | 16門340 mm（13英寸）45倍徑1912年式主砲 | 300 mm（12英寸） | 29,600 t（29,100 long ton） | 4軸推進、推進系統未定、 21節（39每小時；24英里每小時） | 預計1915年4月1日 | 不適用   | 因第一次世界大戰爆發而取消建造 |
| 圖爾維爾號 | 16門340 mm（13英寸）45倍徑1912年式主砲 | 300 mm（12英寸） | 29,600 t（29,100 long ton） | 4軸推進、推進系統未定、 21節（39每小時；24英里每小時） | 預計1915年4月1日 | 不適用   | 因第一次世界大戰爆發而取消建造 |

## 高速戰艦

### 敦克爾克級

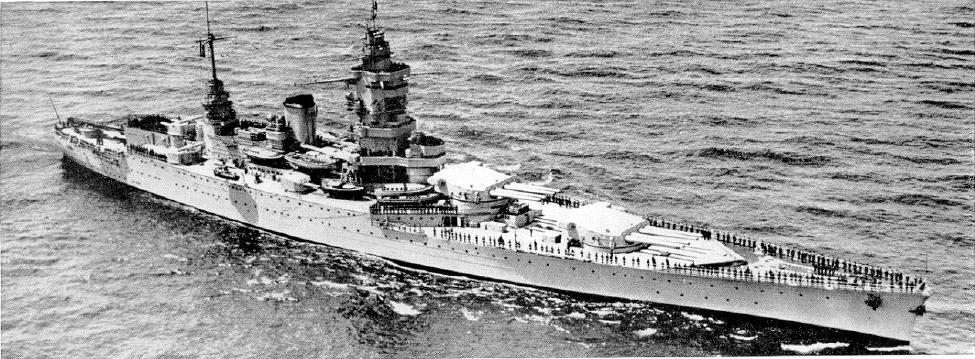
敦克爾克級首艦敦克爾克號。

世界上各個海權強國於1920年代初期達成協議，簽署華盛頓海軍條約限制各國的戰艦建造噸位，根據該條約內容，法國所擁有的戰艦總噸位不得超過175,000 long ton（178,000 t）。除法國與義大利以外，其它締約國成員在接下來10年間都被禁止建造戰艦，這是因為法國與義大利艦隊的船齡較高，因此兩國被分配到總噸位70,000長噸（71,000公噸）的配額，允許其可以在配額內來建造新艦取代2艘舊艦。由於法國戰後財政拮据，加上海軍司令部對建造哪種類型的軍艦猶豫不決，導致法國新戰艦的建造計畫整個被推遲。海軍部門最初構想是建造小型高速戰艦，以便能對付威脅法國在地中海航線的新型義大利重巡洋艦。當得知德國開始建造配備283 mm（11.1英寸）口徑主砲的德國級裝甲艦情資後，法國海軍意識到當前需要更強大、火力更優的戰艦，其裝甲性能必須能抵擋德艦的大口徑火砲，這一轉變最終讓敦克爾克級戰艦問世。
首艦敦克爾克號與2號艦史特拉斯堡號在1930年代後期陸續投入服役，2艦於戰間期大多在進行操演行動。當德軍於1939年9月入侵波蘭，導致第二次世界大戰爆發後，2艦最初調派至襲擊艦隊，來追捕德國的通商破壞船並護航運輸艦隊。隨著與義大利發生戰爭的可能性越來越大，法國海軍開始將大部分的艦隊集中在地中海海域，然而當2艦抵達凱比爾港沒多久後，法國陸軍便於1940年5月至6月間的戰事被德軍擊敗；在德法於1940年6月22日簽署停战协定後，所有法軍必須停止對抗解除武裝。由於擔心軸心國會徵收法國艦艇來擴張勢力，英國皇家海軍遂派遣H艦隊向法國艦隊勸降，但在法軍拒絕後，皇家海軍於1940年7月3日發動凱比爾港海戰，攻擊港內的法軍艦艇。敦克爾克號在這場海戰中被重創，史特拉斯堡號則是幸運的逃回土倫。英軍的第二波攻擊再度癱瘓已受損的敦克爾克號，導致敦克爾克號在脫淺後不得不拖回土倫大修。當德軍在1942年11月27日攻占土倫時，為防止兩艦被德軍奪取而被法軍自行鑿沉，其殘骸於1950年代拆解。
| 艦名         | 武器                                   | 裝甲帶            | 排水量                      | 推進系統                                                 | 服役歷程       | 服役歷程      | 服役歷程                   |
| 艦名         | 武器                                   | 裝甲帶            | 排水量                      | 推進系統                                                 | 架設日期       | 服役日期      | 結局                       |
| ------------ | -------------------------------------- | ----------------- | --------------------------- | -------------------------------------------------------- | -------------- | ------------- | -------------------------- |
| 敦克爾克號   | 8門330 mm（13英寸）/50倍徑1931年型主砲 | 225 mm（8.9英寸） | 35,500 t（34,900 long ton） | 4軸推進、蒸汽渦輪發動機、 29.5 kn（54.6 km/h；33.9 mph） | 1932年12月24日 | 1937年5月1日  | 於1942年11月27日由法軍鑿沉 |
| 史特拉斯堡號 | 8門330 mm（13英寸）/50倍徑1931年型主砲 | 238 mm（9.4英寸） | 36,380 t（35,810 long ton） | 4軸推進、蒸汽渦輪發動機、 29.5 kn（54.6 km/h；33.9 mph） | 1934年11月25日 | 1938年9月15日 | 於1942年11月27日由法軍鑿沉 |

### 黎塞留级
同是法國對手的義大利得知法國準備建造敦克爾克級後，擔心會影響到義大利在地中海的霸權，因而決定研發维托里奥·维内托级战列舰反制，該級艦排水量35,000 long ton（36,000 t），並配置9門380 mm（15英寸）口徑主砲。義大利建造新戰艦的舉動，迫使法國重新思考是否該研發新戰艦。為了加速研發時程，新戰艦設計為敦克爾克級的放大版，主砲將配備8門380 mm（15英寸）或406 mm（16.0英寸）口徑，並配置在3座三聯裝砲塔。設計人員後來認為406 mm（16.0英寸）口徑主砲的重量會排擠艦上其它技術需求，並確認380 mm（15英寸）是在目前排水量限制下可以配置最大口徑的火炮。整體設計方案後來於1935年8月完成，接下來法國海軍迅速地向造船廠下訂2艘艦並開始安放龍骨。由於新艦尺寸大於法國當時可用的船塢，因此建造人員採用一項技術，即在滑道上建造大部分船體，然後再移至乾塢將船艏和船艉組裝起來。海軍部在批准黎塞留级建造案後，仍擔心違背《華盛頓海軍條約》會遭到國際批評，然而英國在沒有向法國通知下，於1935年6月18日與納粹德國簽署《英德海軍協定》，該條約等同解除《凡爾賽條約》對德國的軍備發展限制；法國政府對英國不履行《華盛頓海軍條約》承擔的義務感到反感，因此決定背棄華盛頓海軍條約，準備開始建造黎塞留级战列舰。接下來法國海軍計劃再建造2艘改進版本的黎塞留级，但在第二次世界大戰爆發時只有3號艦克里蒙梭號開始鋪設龍骨，隨後該艦的工程就因法國戰敗而被迫取消了，而4號艦加斯科涅號則僅停留在設計階段，並沒有任何建造紀錄。
在法國於1940年被擊敗之前，黎胥留號與让·巴尔号都還在測試或建造狀態，無法及時採取行動。法國淪陷後，為了避免被德軍奪取，让·巴尔号被轉移到卡薩布蘭卡，黎胥留號也逃到達喀爾避難。英國皇擔心免黎胥留號被轉交給德國，遂派遣皇家海軍於1942年7月至9月間對該艦發動襲擊，不過让·巴尔号則是因為離完工還有很大一段距離而被英軍忽略。1942年11月，以美國為首的盟軍發起火炬行動，進軍法屬北非，停靠在港內的让·巴尔号最初向盟軍艦隊開火，隨後被美艦麻薩諸塞號癱瘓。美軍的入侵導致駐紮在非洲的法軍倒向自由法國，而法軍接著與美國達成協議，將黎胥留號送往美國，使其能完工並現代化。完工後的黎胥留號先是在英國本土艦隊服役，接著轉往印度洋，再來前往法屬印度支那，最後於1945年在新加坡參與日本投降典禮。让·巴尔号則是在戰後才完工，成為世界上至今最後一艘完工服役的戰艦；2艦在戰後主要當作訓練艦繼續在法國艦隊服役，直到1968年退役並拆解。
| 艦名       | 武器                                   | 裝甲帶             | 排水量                      | 推進系統                                          | 服役歷程       | 服役歷程                                             | 服役歷程                  |
| 艦名       | 武器                                   | 裝甲帶             | 排水量                      | 推進系統                                          | 架設日期       | 服役日期                                             | 結局                      |
| ---------- | -------------------------------------- | ------------------ | --------------------------- | ------------------------------------------------- | -------------- | ---------------------------------------------------- | ------------------------- |
| 黎胥留號   | 8門380 mm（15英寸）/45倍徑1935年式主砲 | 327 mm（12.9英寸） | 44,698 t（43,992 long ton） | 4軸推進、蒸汽渦輪發動機、32 kn（59 km/h；37 mph） | 1935年10月22日 | 1940年7月15日（維琪法國） 1943年10月10日（自由法國） | 1968年拆解                |
| 让·巴尔号  | 8門380 mm（15英寸）/45倍徑1935年式主砲 | 327 mm（12.9英寸） | 44,698 t（43,992 long ton） | 4軸推進、蒸汽渦輪發動機、32 kn（59 km/h；37 mph） | 1936年12月12日 | 1955年5月1日                                         | 1970年拆解                |
| 克里蒙梭號 | 8門380 mm（15英寸）/45倍徑1935年式主砲 | 320 mm（13英寸）   | 44,698 t（43,992 long ton） | 4軸推進、蒸汽渦輪發動機、32 kn（59 km/h；37 mph） | 1939年1月17日  | 不適用                                               | 1944年8月27日因空襲而報廢 |
| 加斯科涅號 | 8門380 mm（15英寸）/45倍徑1935年式主砲 | 320 mm（13英寸）   | 44,698 t（43,992 long ton） | 4軸推進、蒸汽渦輪發動機、32 kn（59 km/h；37 mph） | 不適用         | 不適用                                               | 不適用                    |

### 阿爾薩斯級

阿爾薩斯級設計描繪圖，該設計為380 mm口徑四聯裝砲塔版本。

在開始進行黎塞留级建造工程時，日本和義大利同時間拒絕簽署《第二次倫敦海軍條約》，造成國際海軍條約體系瓦解，之後法國海軍決定啟動自動調整條款，開始研發下一代戰艦；在自動調整條款的授權下，新艦排水量限制可增加到45,000 long ton（46,000 t），主砲口徑也同樣放寬到4,060 mm（160英寸）。設計人員在1939年提出幾項計畫，所有提案都是從黎塞留级設計過程中的3座主砲塔草稿案所衍生的計畫。第一種方案是配備9門380 mm（15英寸）口徑主砲，並配置在3座三聯裝砲塔內，與黎塞留级相比下，此方案的防護性能略有提高，並且設有更強大的次要武器。第二種方案與第一種幾乎相同，只是將主砲口徑換成406 mm（16.0英寸）；第三種方案則是改為3座380 mm（15英寸）口徑四聯裝砲塔。海軍部最後決定採用第一種方案，因為第二方案等同引進第4種尺寸的炮彈，從而使法軍後勤工作變得更加複雜，而第三方案則是過於龐大及昂貴。1940年4月，法國海軍向造船廠下訂2艘阿爾薩斯級，準備在霞飛號航空母艦下水後開始進行，建造工作預計於1941年開始，但隨著法國於1940年6月潰敗，該計劃被迫取消。
| 艦名     | 武器                                   | 裝甲帶           | 排水量                      | 推進系統                                   | 服役歷程 | 服役歷程 | 服役歷程 |
| 艦名     | 武器                                   | 裝甲帶           | 排水量                      | 推進系統                                   | 架設日期 | 服役日期 | 結局     |
| -------- | -------------------------------------- | ---------------- | --------------------------- | ------------------------------------------ | -------- | -------- | -------- |
| 阿爾薩斯 | 9門380 mm（15英寸）/45倍徑1935年式主砲 | 330 mm（13英寸） | 41,000 t（40,000 long ton） | 推進系統未定、預計31 kn（57 km/h；36 mph） | 不適用   | 不適用   | 不適用   |
| 未命名   | 9門380 mm（15英寸）/45倍徑1935年式主砲 | 330 mm（13英寸） | 41,000 t（40,000 long ton） | 推進系統未定、預計31 kn（57 km/h；36 mph） | 不適用   | 不適用   | 不適用   |